# Packard

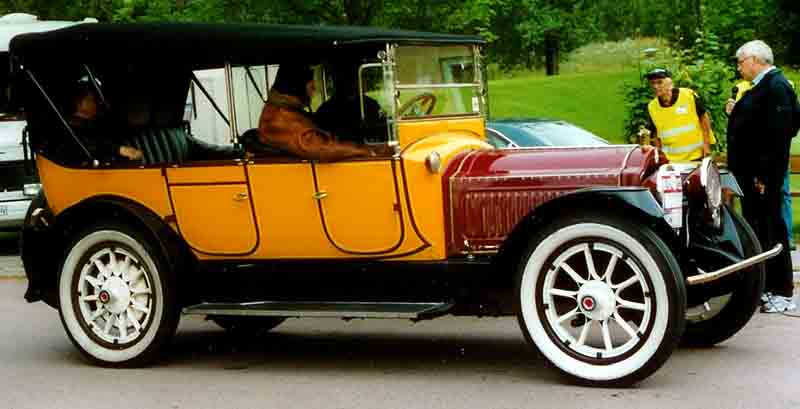
Packard Twin Six Touring (1916)

Packard fue la marca utilizada por el fabricante estadounidense de automóviles de lujo Packard Motor Car Company de Detroit, Míchigan, y luego por la Studebaker-Packard Corporation de South Bend, Indiana. El primer automóvil Packard fue producido en 1899 y el último en 1958.
Packard compró Studebaker en 1953 y formó la Studebaker-Packard Corporation de South Bend (Indiana). Los Packard de 1957 y 1958 eran en realidad Studebaker modificados mediante ingeniería de marca, construidos en South Bend.

## Historia

### 1899-1905
Packard fue fundada por James Ward Packard (Lehigh University Clase de 1884), su hermano William Doud Packard y su socio, George Lewis Weiss, en la ciudad de Warren, Ohio. James Ward Packard creía que podía construir un automóvil mejor que los fabricados por la empresa Winton Motor Carriage Company propiedad de Weiss (un importante accionista de Winton) y, siendo él mismo un ingeniero mecánico, tenía algunas ideas para mejorar los diseños de los automóviles de esa época. La historia dice:

Packard no estaba completamente satisfecho con el automóvil Winton que recientemente había comprado. Le escribió a Alexander Winton con sus quejas y sugerencias; sin embargo, el Sr. Winton, ofendido por la crítica de Packard, lo desafió a construir un auto mejor. Packard respondió de ese modo, y su marca sobrevivió a la de Winton por muchas décadas. Packard hizo andar su primer automóvil en Warren, Ohio, el 6 de noviembre de 1899.

En septiembre de 1900, se fundó con el nombre como fabricante de Ohio Automobile Company, mientras que los automóviles se vendieron siempre como Packard. Dado que los automóviles ganaron rápidamente una excelente reputación, y que más fabricantes de automóviles producían (o planeaban hacerlo) con la marca "Ohio", el nombre pronto cambió: el 13 de octubre de 1902, se convirtió en la Packard Motor Car Company.
Desde el principio, Packard introdujo una serie de innovaciones en sus diseños, incluyendo un moderno volante de dirección y, años más tarde, el primer motor de producción de doce cilindros. Todos los Packard tenían motores monocilíndricos hasta 1903.

### 1906-1930

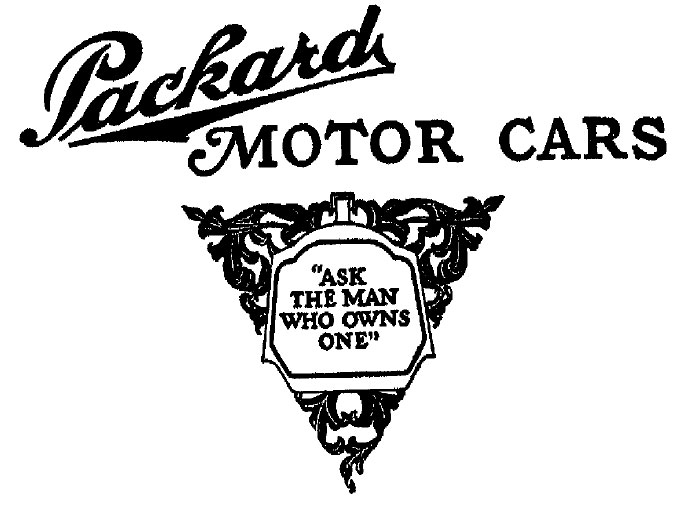
Anuncio de la marca (1910)

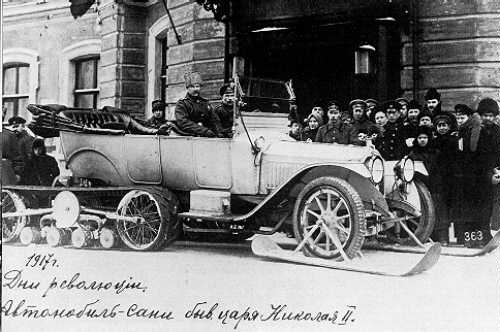
Packard Twin-6 de 1916 equipado con cadenas Kegresse, perteneciente al zar de Rusia (1917)

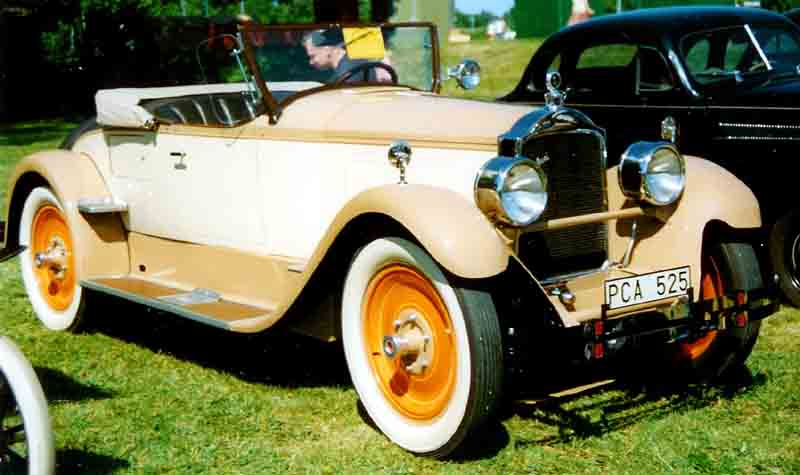
Packard Fourth Series Six Model 426 Runabout (Roadster) (1927)

Desde este comienzo, hasta más allá de la década de 1930, los vehículos fabricados por Packard fueron percibidos como altamente competitivos entre los automóviles estadounidenses de lujo de alto precio. La compañía era una de las "Tres Pes" de la realeza del mundo motor estadounidense, junto con Pierce-Arrow de Buffalo, Nueva York, y Peerless de Cleveland, Ohio. Durante la mayor parte de su historia, Packard fue guiada por su presidente y gerente general James Alvan Macauley, quien también desempeñó el cargo de presidente de la Asociación Nacional de Fabricantes de Automóviles. Posteriormente elegido miembro del Salón de la Fama del Automóvil, Macauley convirtió a Packard en el diseñador y productor número uno de automóviles de lujo en los Estados Unidos. La marca también fue altamente competitiva en el extranjero, con ventas en 61 países. El ingreso bruto de la compañía fue de US$21 889 000 (equivalente a $388 402 488 en 2023). Macauley también fue responsable del icónico eslogan de Packard, "Pregúntale al hombre que posee uno".
En la década de 1920, Packard exportó más automóviles que cualquier otro en su rango de precios, y en 1930, vendió casi el doble en el extranjero que cualquier otra marca con un precio superior a US$2000 (equivalente a $36 478 en 2023). En 1931, diez Packard eran propiedad de la familia imperial de Japón. Entre 1924 y 1930, Packard también fue la marca de lujo más vendida. 
Además de coches de lujo, Packard construyó camiones. Un camión Packard con una carga de tres toneladas viajó desde la Ciudad de Nueva York a San Francisco entre el 8 de julio y el 24 de agosto de 1912. El mismo año, Packard tenía talleres de servicio en 104 ciudades.

### 1931-1936

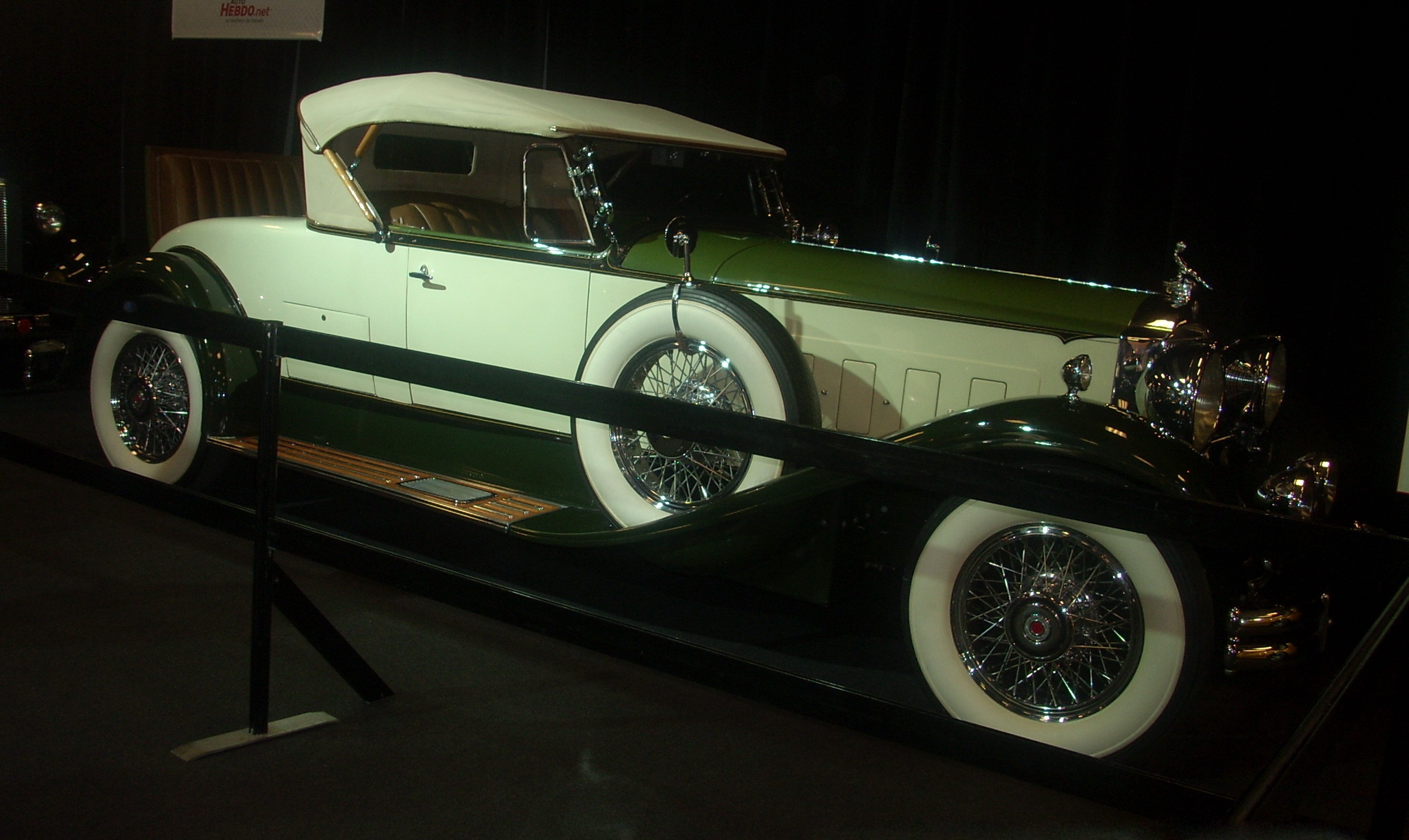
Packard Deluxe Eight roadster (1930)

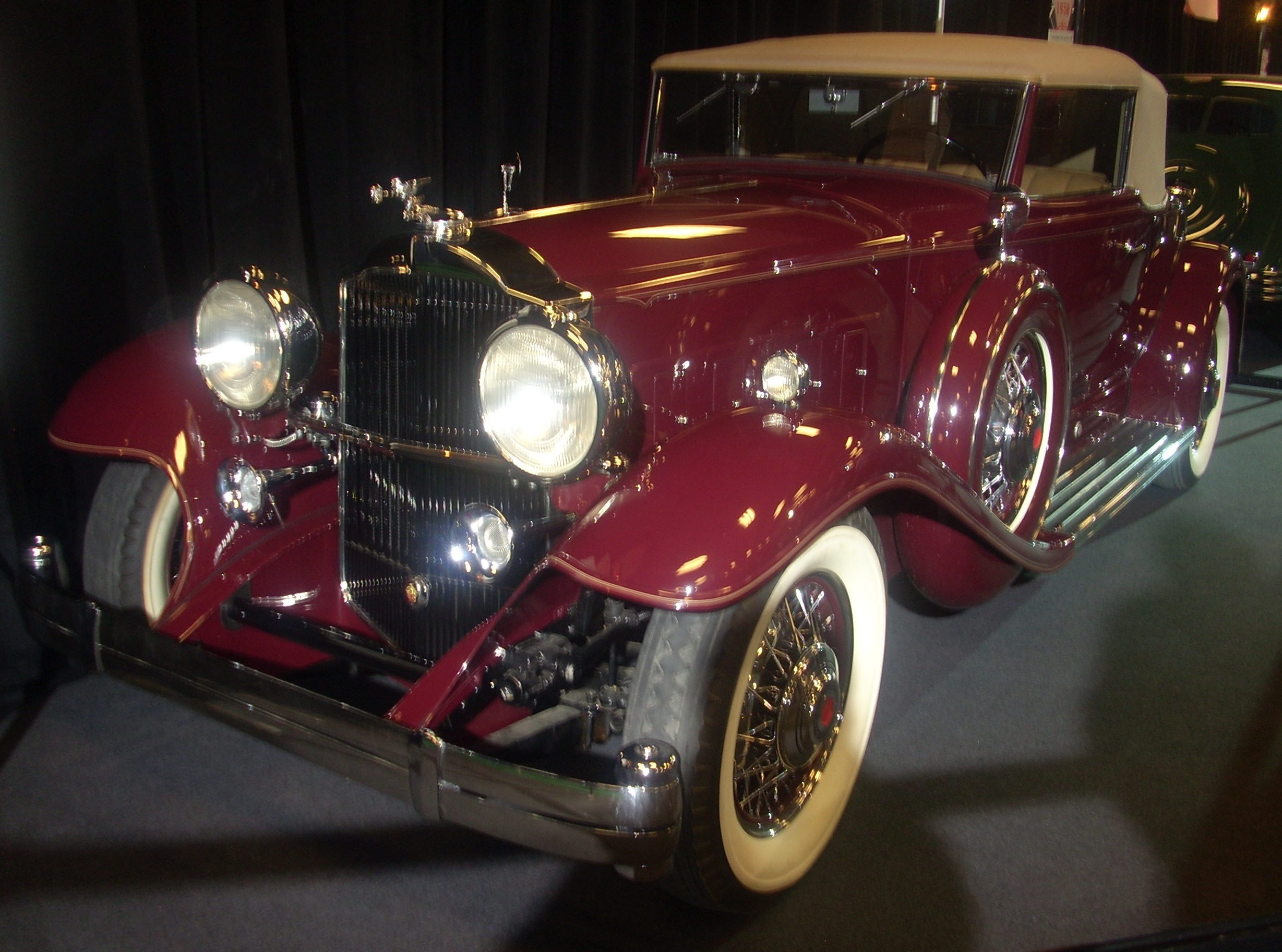
Packard Ninth Series model 840 (1931)

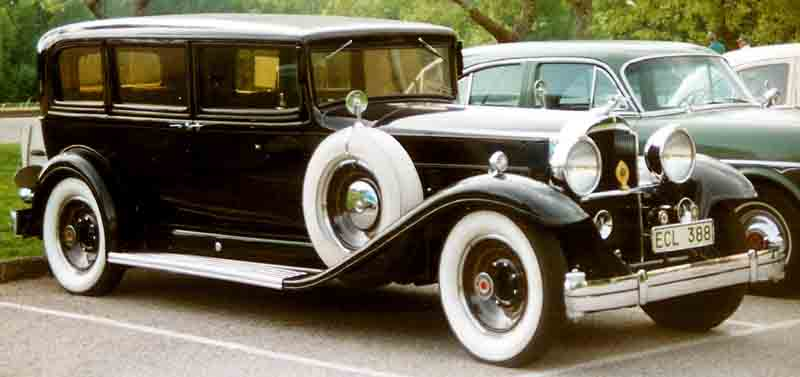
Modelo Eight 904 Serie 9 sedán-limusina (1932)

Al entrar en la década de 1930, Packard intentó vencer el colapso del mercado de valores y la Gran Depresión posterior fabricando automóviles cada vez más opulentos y caros que antes de octubre de 1929. Mientras que el sedán Eight de cinco plazas había sido el más vendido de la compañía durante años, el Twin Six, diseñado por Vincent, se introdujo para 1932, con precios que comenzaban en US$3650 (equivalente a $81 511 en 2023) sin impuestos. Este modelo pasaría a llamarse Packard Twelve en 1933, un nombre que conservó durante el resto de su carrera hasta 1939. También en 1931, Packard fue pionero en un sistema llamado Ride Control, que hacía que los amortiguadores hidráulicos fueran ajustables desde el interior del automóvil. Solo en 1932, Packard presentó un automóvil de precio medio superior, el Light Eight, con un coste base de US$1750 (equivalente a $39 080 en 2023), $735 menos que el Eight estándar.
Ninth Serie 840 modelo de 1931
Los rivales de Packard, Cadillac y Lincoln, se beneficiaron de la enorme estructura de soporte de GM y de Ford. Packard no podía igualar los recursos de los dos gigantes automotrices, aunque la década de 1920 había demostrado ser extremadamente rentable para la compañía y tenía activos de aproximadamente US$20 000 000 (equivalente a $446 634 146 en 2023), mientras que muchos fabricantes de automóviles de lujo estaban casi en quiebra. Peerless cesó la producción en 1932, transformando la factoría de Cleveland, que pasó de producir automóviles a elaborar cerveza de la marca Carling Black Label Beer. Hacia 1938 ya habían cerrado las marcas Franklin, Marmon, Ruxton, Stearns-Knight, Stutz, Duesenberg y Pierce-Arrow.
Packard disponía de una ventaja sobre otros fabricantes de automóviles de lujo: una sola línea de producción. Al mantener una sola línea e intercambiabilidad entre modelos, la empresa pudo mantener bajos sus costos. Además, no cambiaba los automóviles con tanta frecuencia como otros fabricantes en ese momento. En lugar de introducir nuevos modelos anualmente, comenzó a usar su propia fórmula de "Serie" para diferenciar sus cambios de modelo en 1923. Las nuevas series de modelos no se estrenaron de forma estrictamente anual, de forma que algunas series duraron casi dos años y otras duraron poco tiempo, en algunos casos tan solo siete meses. A la larga, sin embargo, Packard promedió alrededor de una nueva serie por año. Hacia 1930, los automóviles de la firma se consideraban parte de su Séptima Serie. En 1942 se había alcanzado la Vigésima Serie. La Decimotercera Serie fue omitida.

### 1937-1941

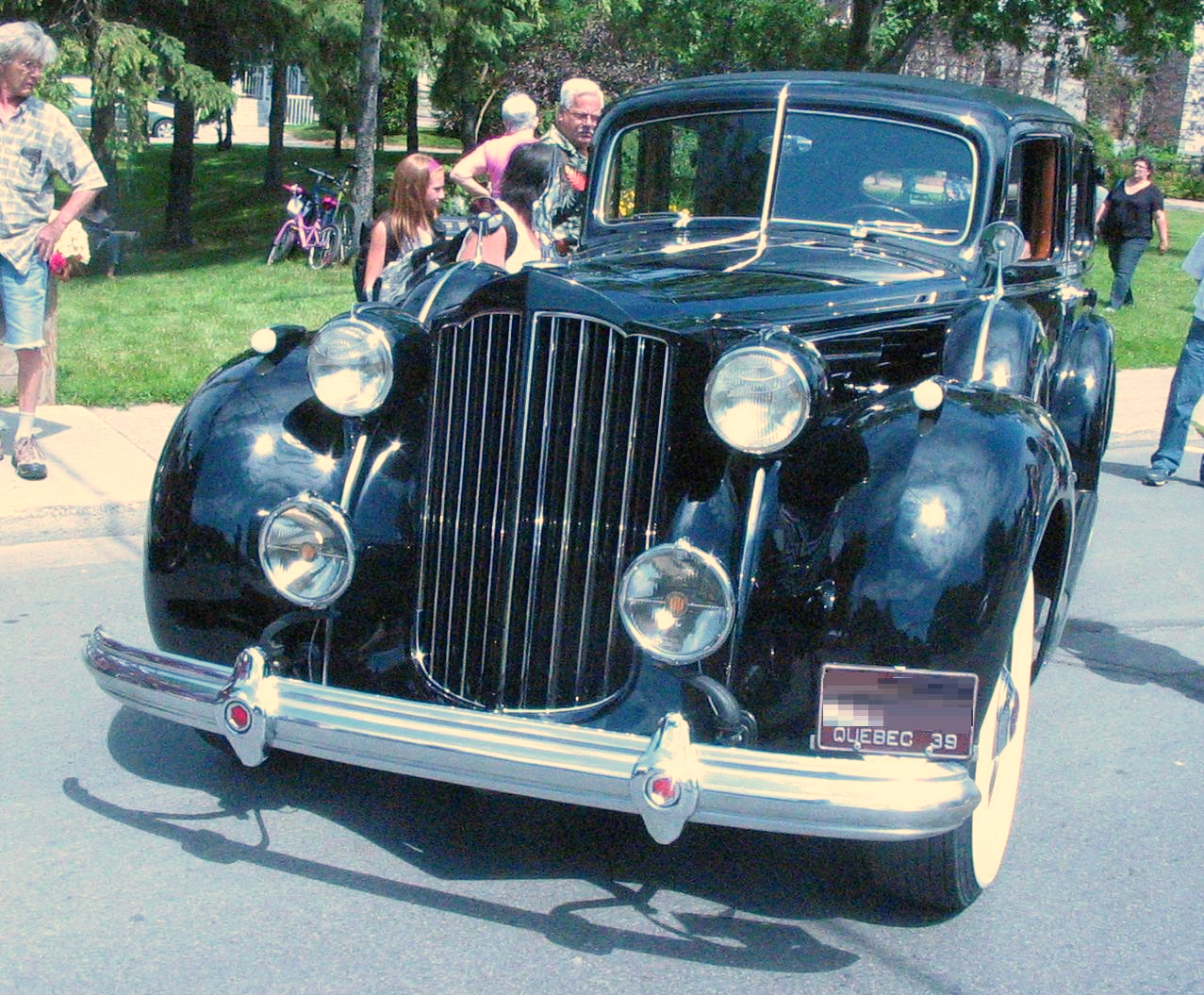
Modelo Twelve Serie 17 (1939)

Packard seguía siendo el principal automóvil de lujo, a pesar de que la mayoría de los coches que se fabricaban eran de las gamas de modelos 120 y Super Eight. Con la esperanza de captar aún más mercado, se decidió lanzar el Packard 115C en 1937, que funcionaba con el primer motor de seis cilindros de Packard desde los coches de la Quinta Serie en 1928. La decisión de introducir el "Packard Six", con un precio de alrededor de US$1200 (equivalente a $25 433 en 2023), llegó a tiempo para la recesión de 1938. Este modelo contribuyó a difundir una imagen algo menos exclusiva de lo que había sido hasta entonces en la mente del público, y a la larga, dañó la reputación de Packard como constructor de algunos de los mejores coches de lujo de los Estados Unidos. Los Seis, redesignados como 110 en 1940-41, continuaron produciéndose durante tres años después de finalizada la guerra.
En 1939, Packard introdujo la Econo-Drive, una especie de marcha superdirecta que se decía que era capaz de reducir la velocidad del motor en un 27,8%, y que podía activarse a cualquier velocidad por encima de 30 mph (48,3 km/h). Ese mismo año, la compañía introdujo un quinto amortiguador transversal e hizo que la palanca de cambio en la columna de dirección (conocida como Handishift) estuviera disponible en los modelos 120 y Six.

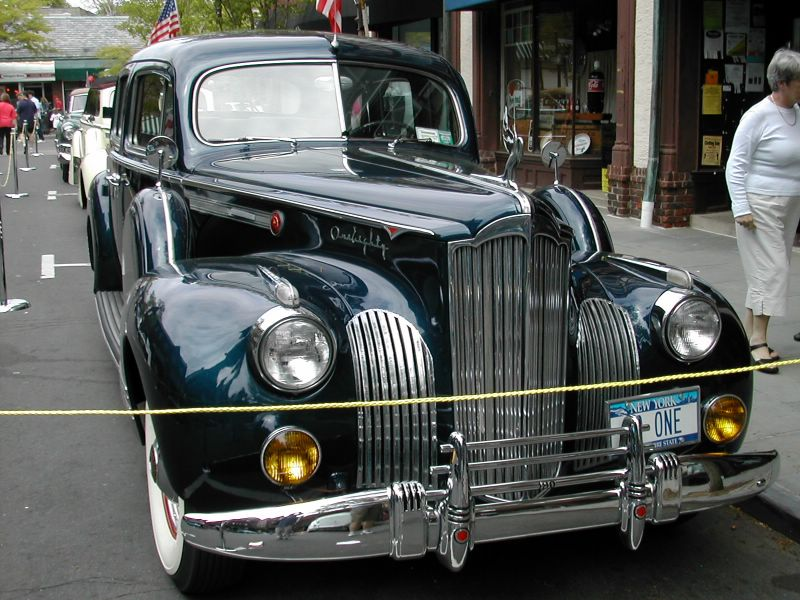
180 Formal Sedan (1941)

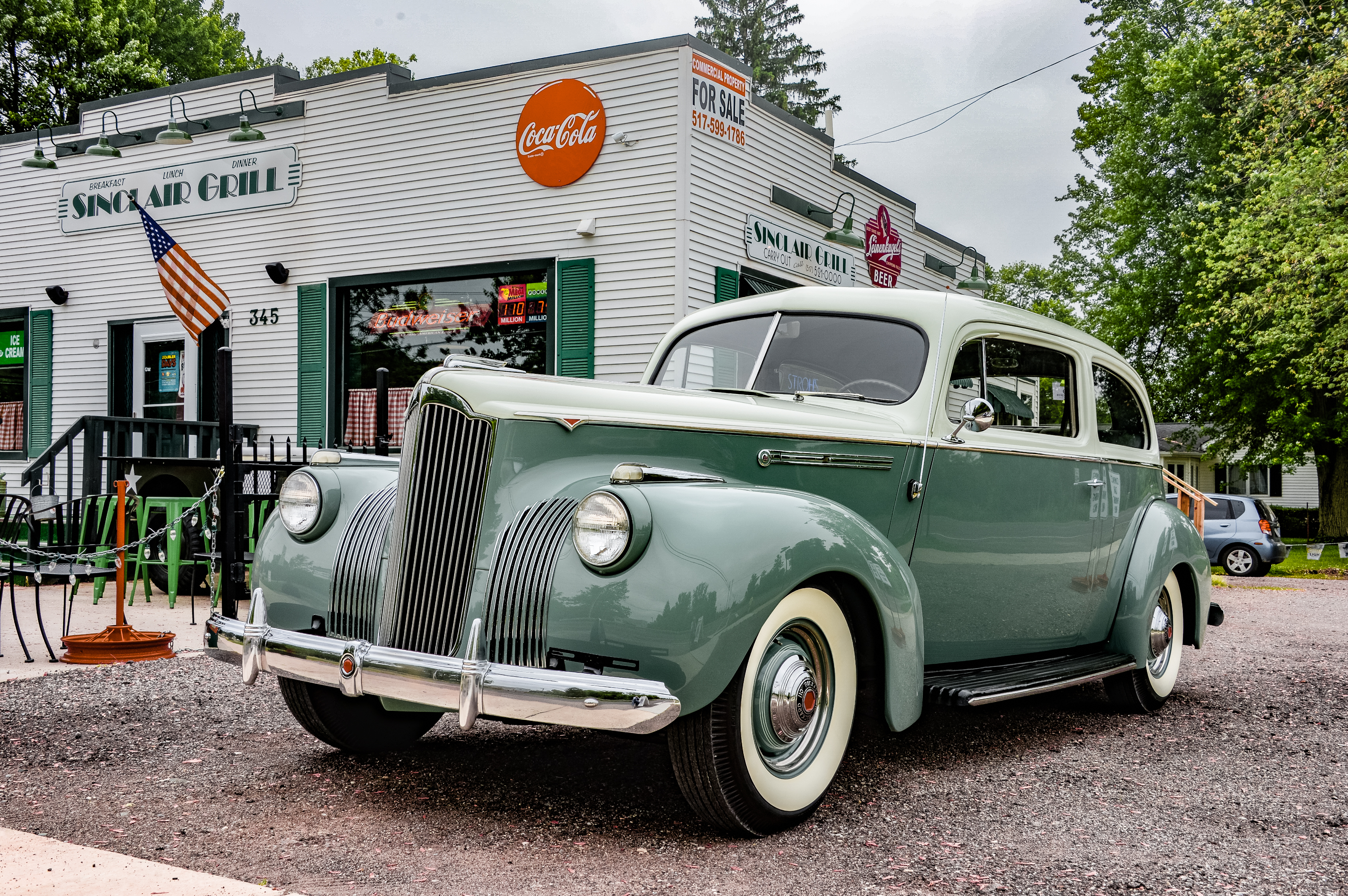
110 restaurado por Ken Kercheval para la colección de Arthur Astor

Se introdujo una nueva forma de carrocería con el Packard Clipper de 1941. Estaba disponible solo como un modelo de cuatro puertas con la misma distancia entre ejes de 127 plg (3226 mm) que el 160, pero impulsado por la versión del motor de 8 cilindros en línea y 125 HP (93 kW; 127 CV) utilizado en el 120.

### 1942-1945
En 1942, Packard Motor Car Company se convirtió al 100% a la producción bélica. Durante la Segunda Guerra Mundial, la compañía volvió a fabricar motores de avión. Utilizando la licencia del motor Merlin de Rolls-Royce fabricó el V-1650, motor que impulsaba el famoso caza P-51 Mustang, irónicamente conocido como el "Cadillac de los cielos". Packard también construyó motores marinos V-12 de 1350, 1400 y 1500 hp para las lanchas rápidas PT estadounidenses (cada bote montaba tres) y para algunos botes de patrulla británicos. Packard ocupó el puesto 18 entre las corporaciones estadounidenses en el valor de los contratos de producción en tiempos de guerra.
Al final de la guerra en Europa, la empresa había producido más de 55.000 motores de combate. Las ventas en 1944 fueron de algo más de US$455 000 000 (equivalente a $7 875 198 488 en 2023). Para el 6 de mayo de 1945, Packard tenía pedidos de guerra acumulados todavía sin servir por valor de US$568 000 000 (equivalente a $9 612 953 789 en 2023).

### 1946-1956

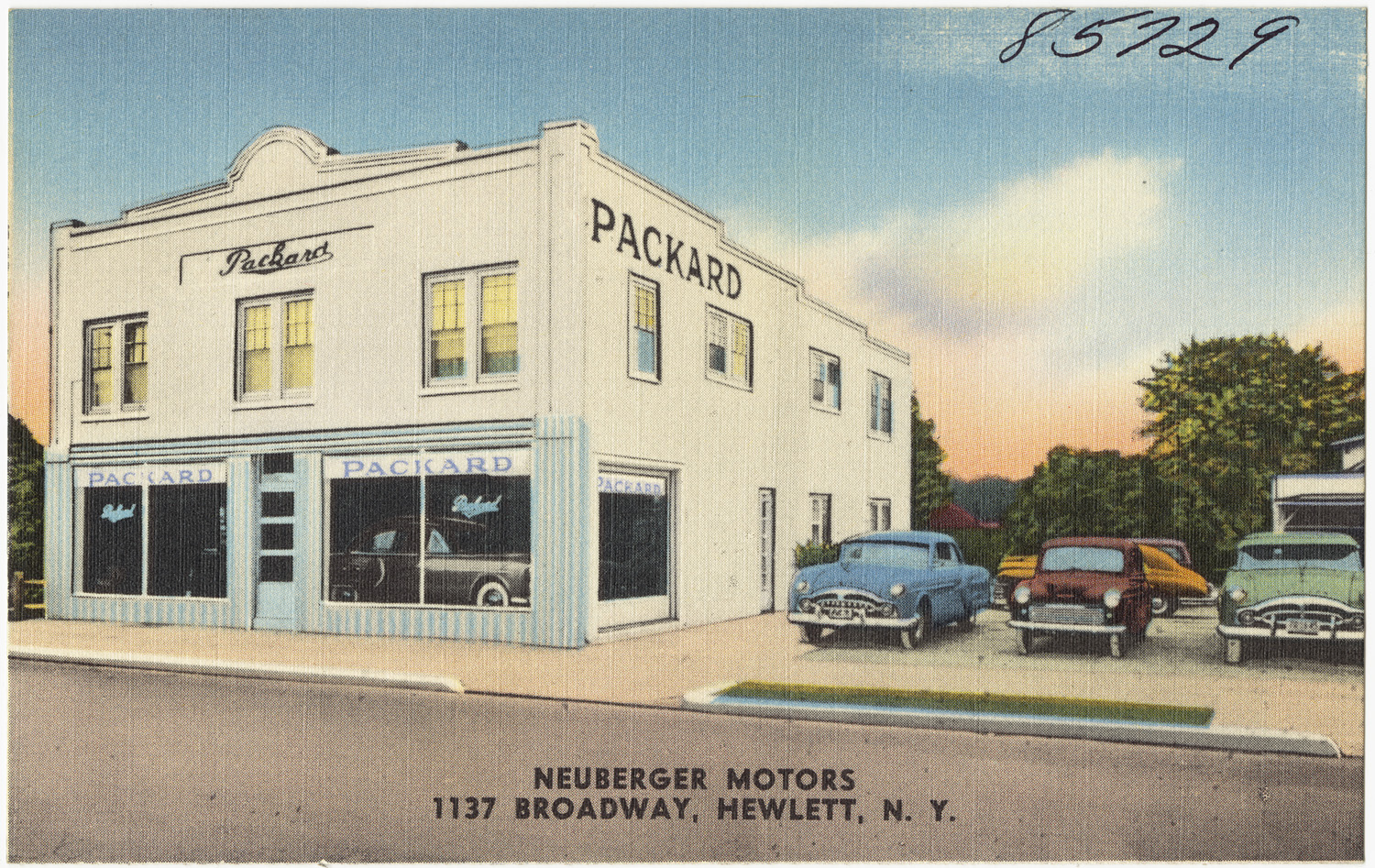
Concesionario de Packard en el Estado de Nueva York, hacia 1950-1955

Al final de la Segunda Guerra Mundial, Packard se encontraba en una excelente situación financiera con activos de alrededor de US$33 000 000 (equivalente a $558 499 076 en 2023), pero varios errores administrativos se hicieron cada vez más visibles a medida que pasaba el tiempo. Al igual que otras compañías automotrices de Estados Unidos, Packard reanudó la producción de automóviles civiles a finales de 1945, denominándolos como modelos de 1946 a pesar de ser sus modelos de 1942 modestamente actualizados. Como solo se disponía de herramientas para el Clipper, los coches de la serie Sénior no se reprogramaron. Una versión de la historia es que las matrices del Sénior se oxidaron al no mantenerse durante la guerra y ya no se pudieron usar. Otra versión de la historia que se rumoreó durante mucho tiempo es que Roosevelt le dio a Stalin los troqueles de la serie Sénior, aunque las limusinas estatales rusas ZiS-110 contaban con un diseño diferente.

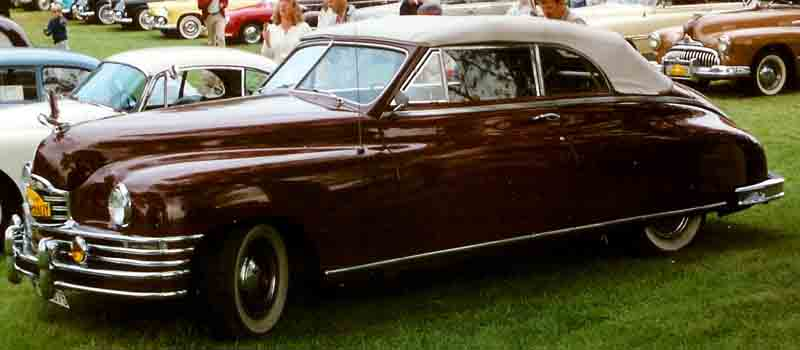
Packard convertible cupé (1949)

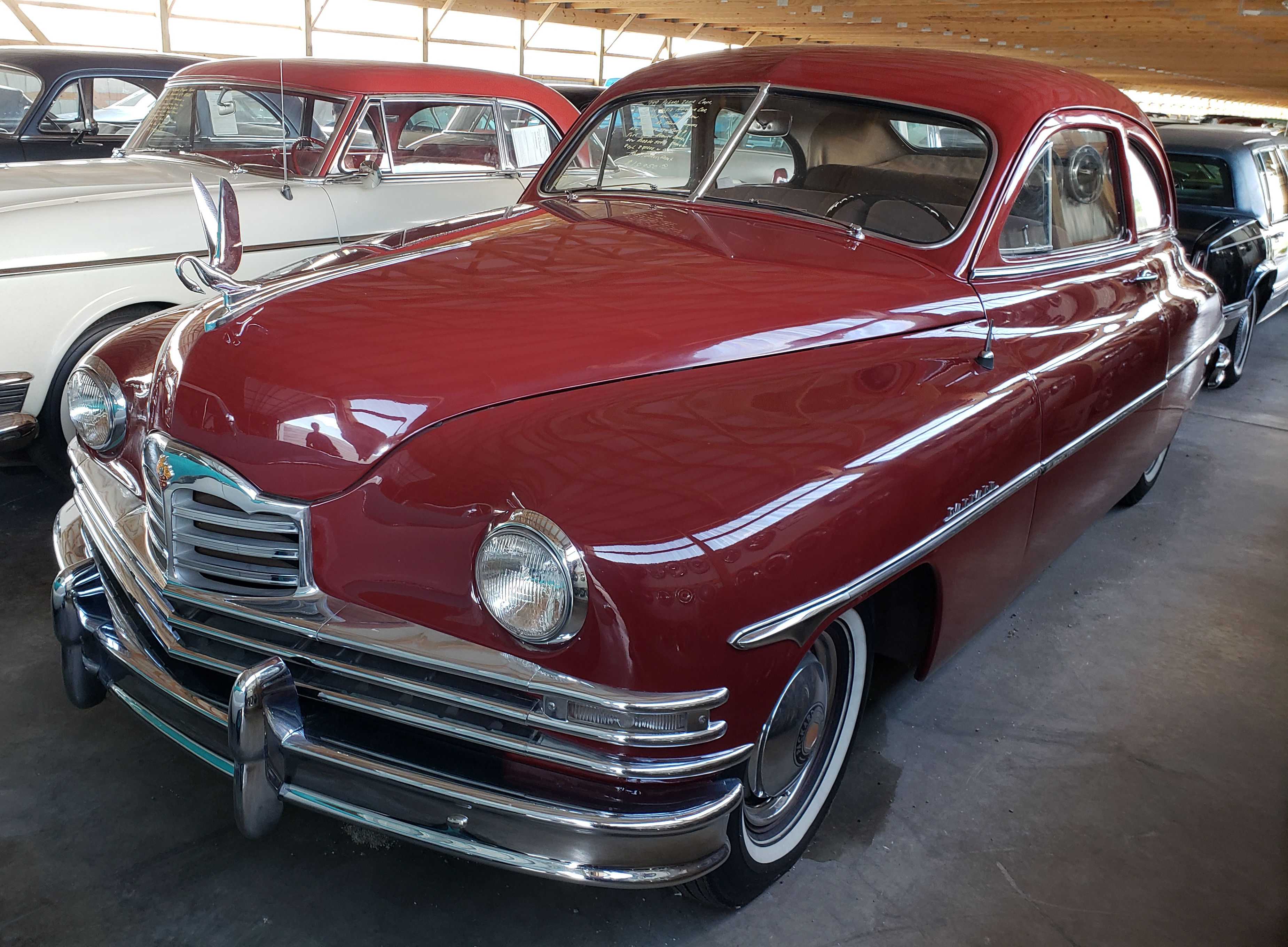
Packard Eight Club Sedán (1950)

El Clipper quedó obsoleto a medida que comenzaron a aparecer las nuevas carrocerías, con Studebaker y Kaiser-Frazer liderando el mercado. Si hubieran sido un fabricante de automóviles europeo podrían haber continuado ofreciendo la forma clásica no tan diferente a la del Rolls-Royce posterior, con su parrilla vertical. Aunque Packard estaba en una sólida forma financiera cuando terminó la guerra, no habían vendido suficientes coches como para amortizar el costo de las herramientas para el diseño de 1941. Si bien la mayoría de los fabricantes de automóviles pudieron salir con vehículos nuevos para 1948-1949, Packard no pudo hacerlo hasta 1951. Por lo tanto, actualizaron añadiendo paneles de metal a la carrocería existente (lo que agregó 200 lb (90,7 kg) de peso en vacío). Se lanzaron al mercado interno modelos de seis cilindros y se añadió un convertible. Estos nuevos diseños ocultaron su relación con el Clipper. Incluso el nombre se eliminó por un tiempo.
El diseño elegido fue del tipo "bañera". Si bien esto se consideró futurista durante la guerra y el concepto se llevó más allá con el Nash de 1949, y sobrevivió durante décadas en el Saab 92-96 en Europa, el estilo del Packard de 1948-1950 suscitó posturas encontradas. Para algunos, era elegante y mezclaba lo clásico con lo moderno; pero otros lo apodaron el "elefante preñado". El conductor de prueba para la revista Modern Mechanix, Tom McCahill, se refirió al Packard recién diseñado como "una cabra" y "una viuda con un sombrero de la Reina Mary". Packard vendió 92.000 vehículos en 1948 y otros 116.000 de los modelos de 1949, pero en los primeros años posteriores a la Segunda Guerra Mundial la demanda de coches nuevos era extremadamente alta y casi cualquier vehículo se vendía. Intentar mantener fuertes ventas más allá de este punto iba a resultar mucho más problemático.
Los nuevos coches de Cadillac de 1948 tenían un estilo elegante inspirado en los aviones, que inmediatamente hizo que el estilo de "bañera" de Packard pareciera anticuado. Además, Cadillac también presentó un nuevo motor OHV V8 en 1949 que le dio a sus coches una reputación de manejo que el fiable pero envejecido motor de ocho cilindros en línea de Packard no podía igualar. La falta de un motor moderno se convertiría en un problema cada vez mayor para Packard a medida que se avanzaba la década de 1950.

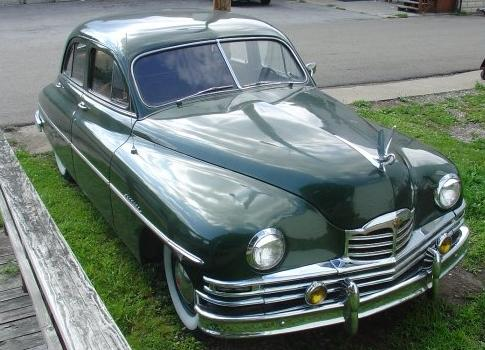
Packard Eight sedán de cuatro puertas (1950)

Packard vendió más que Cadillac hasta aproximadamente 1950, y la mayoría de las ventas correspondieron a modelos de volumen medio. Durante este tiempo, Cadillac fue uno de los primeros fabricantes estadounidenses en ofrecer una transmisión automática (la Hydramatic desde 1941), pero Packard se puso al día con el sistema Ultramatic, ofrecido en los modelos superiores en 1949 y en todos los modelos desde 1950 en adelante.
Diseñado y construido por Packard, el sistema Ultramatic presentaba un bloqueo convertidor de par con dos velocidades. Los primeros coches equipados con este sistema normalmente operaban solo en "alta", y con "baja" velocidad tenían que seleccionarse las marchas manualmente. A partir de finales de 1954, podía configurarse para operar solo en "alto" o para comenzar en "bajo" y cambiar automáticamente a "alto". "Alto" fue diseñado para conducción normal y "Bajo" principalmente para trazados de montaña.
El Ultramatic convirtió a Packard en el único fabricante de automóviles estadounidense además de GM que desarrolló una transmisión automática completamente por su cuenta, ya que incluso Ford había optado por subcontratar el diseño a Borg-Warner, tras haber intentado inicialmente comprar el sistema Ultramatic de Packard para instalarlo en los Lincoln, pero terminó comprando transmisiones Hydramatic a GM hasta que el Lincoln obtuvo su propia transmisión automática unos años más tarde. Sin embargo, el sistema Ultramatic no era comparable con el Hydramatic de GM en cuanto a suavidad de cambio, aceleración o fiabilidad. Los recursos gastados en el Ultramatic privaron a Packard de la oportunidad de desarrollar un motor V8 moderno que tanto necesitaba. Además, cuando se agregó un nuevo estilo de carrocería además de los sedán, cupés y convertibles estándar, Packard introdujo una camioneta en lugar de un modelo de techo rígido de dos puertas que hubiera sido la respuesta lógica al Coupe DeVille de Cadillac. Del modelo Station Sedan, con una carrocería principalmente de acero pero con una gran cantidad de madera decorativa en la parte trasera, solo se vendieron 3864 unidades durante sus tres años de producción. Aunque los Packard de finales de la década de 1940 y principios de la de 1950 se construyeron según su antigua tradición con artesanía y los mejores materiales, no todo fue bien. La combinación de los modelos de menor precio liderando las ventas e influyendo sobre el prestigio de sus hermanos de gama alta y algunas decisiones de marketing cuestionables, hicieron que la corona de Packard como "rey" del mercado de automóviles de lujo comenzara a cuestionarse, y finalmente iría a parar a un Cadillac en ascenso. En 1950, las ventas cayeron a 42.000 vehículos. Cuando el presidente de la compañía, George T. Christopher, decidió adoptar un enfoque de estilo evolutivo con un lavado de cara para 1951, otros miembros del consejo pretendían que se optara por diseño radicalmente nuevo. Al final, Christopher renunció y el tesorero de Packard, Hugh Ferry, fue nombrado presidente; exigiendo una nueva dirección. Ferry, que había pasado su carrera en Packard en el departamento de contabilidad, no quería el cargo y rápidamente dejó claro que estaba trabajando de manera temporal hasta que se pudiera encontrar un presidente permanente de la compañía.

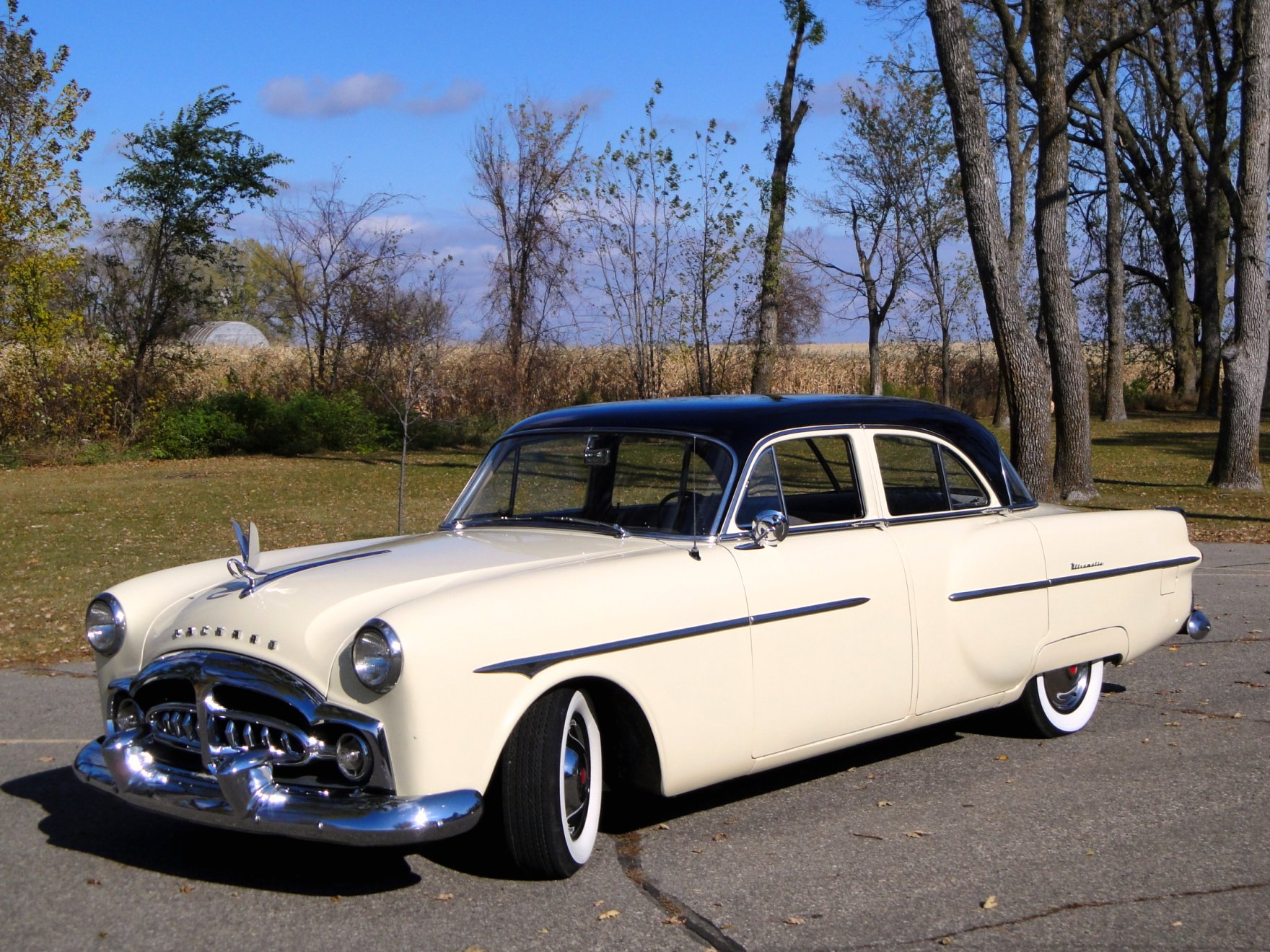
Packard 300 (1951)

Los Packard de 1951 fueron completamente rediseñados. El diseñador John Reinhart introdujo un perfil de cintura alta y más cuadrado que se ajustaba a las tendencias de estilo contemporáneo, muy diferente del diseño tradicional fluido de la era inmediata de la posguerra. Las nuevas características de estilo incluyeron un parabrisas de una pieza, una ventana trasera envolvente, aletas traseras pequeñas en los modelos de batalla larga, una parrilla de ancho completo (que reemplazaba el diseño vertical tradicional de Packard) y "guardabarros guía" contundentes con el capó y guardabarros delanteros a la misma altura. La distancia entre ejes de 122 pulgadas (3099 mm) admitía modelos de gama baja de la serie 200 estándar y Deluxe de dos y cuatro puertas, y cupés de techo rígido Mayfair de la serie 250 (el primero de Packard) y convertibles. Los modelos de lujo 300 y Patrician 400 disponían de una distancia entre ejes de 127 pulgadas (3226 mm). La serie 200 volvió a agrupar los modelos de gama baja, que incluían un cupé de negocios.
Los modelos 250, 300 y 400/Patrician fueron los buques insignia de Packard y comprendieron la mayor parte de la producción de ese año. El Patrician era ahora el Packard de primera categoría, reemplazando a la línea Custom Eight. Los planes originales eran equiparlo con un motor de 356 plg³ (5,8 L), pero la compañía decidió que las ventas probablemente no serían lo suficientemente altas como para justificar la producción de un propulsor más grande y costoso, por lo que se utilizó el motor de 327 plg³ (5,4 L) (anteriormente el tipo intermedio). Si bien el motor más pequeño ofrecía un rendimiento casi igual en los nuevos Packard al del 356, algunos consideraron que este cambio denigraba aún más la imagen de Packard como un automóvil de lujo.
Dado que 1951 fue un año tranquilo con pocas novedades de los otros fabricantes de automóviles, la línea rediseñada vendió casi 101.000 autos. Los Packard de 1951 eran una mezcla peculiar de soluciones modernas (las transmisiones automáticas) y obsoletas (todavía usaban motores de ocho cilindros en línea con culata plana, cuando los motores OHV V8 se estaban convirtiendo rápidamente en la norma). Ninguna línea de automóviles estadounidenses disponía de un motor OHV V8 en 1948, pero en 1955 prácticamente todas ofrecían una versión de este tipo. El motor Packard con ocho cilindros en línea, a pesar de ser un diseño más antiguo que carecía de la potencia de los motores de Cadillac, era muy suave. Cuando se combinaba con una transmisión Ultramatic, se obtenía una experiencia muy silenciosa y suave en la carretera. Sin embargo, la empresa entró en la batalla por mantener el ritmo en la carrera por disponer cada vez de más caballos de potencia, que se estaba moviendo cada vez más hacia motores de carrera corta y alta compresión.
La imagen de Packard se percibió cada vez más como desaliñada y pasada de moda, poco atractiva para los clientes más jóvenes. Las encuestas encontraron que casi el 75% de sus clientes eran repetidores que habían sido propietarios de modelos anteriores y que pocos compradores nuevos se sentían atraídos por la marca. Este problema estaba agravado por el envejecimiento de los directivos de la empresa. La junta directiva a principios de la década de 1950 tenía una edad promedio de 67 años y se necesitaban con urgencia ejecutivos más jóvenes con un enfoque más fresco para administrar la empresa: en 1948, Alvin Macauley, nacido durante la Administración de Grant, había renunciado como presidente. Por lo tanto, Hugh Ferry decidió que no había más remedio que contratar a alguien de fuera para que asumiera el cargo. Con este fin, reclutó a James Nance, procedente del fabricante de electrodomésticos Hotpoint. A los 52 años, Nance era más de una década más joven que el ejecutivo más joven de la compañía.
Una de las principales razones del liderazgo envejecido de Packard fue la falta de un plan de pensiones para ejecutivos de la empresa (los trabajadores de base tenían un plan de pensiones según su contrato). Como resultado, los ejecutivos se mostraron reacios a jubilarse y quedarse sin otra fuente de ingresos que un pago de la Seguridad Social, lo que impidió que directivos más jóvenes alcanzaran la cúpula de la empresa. Una de las primeras acciones de James Nance como presidente fue la creación de un plan de pensiones para inducir a los ejecutivos de Packard a jubilarse. Nance trabajó para obtener contratos militares de la guerra de Corea y cambiar la imagen desdibujada de Packard. Declaró que a partir de entonces, dejarían de producir coches de precio medio y fabricarían solo modelos de lujo para competir con Cadillac. Como parte de esta estrategia, Nance presentó en 1953 un modelo glamuroso de baja producción (solo 750 ejemplares fabricados), el convertible Caribbean. Compitiendo directamente con los otros topes de gama novedosos de ese año (Buick Skylark, Oldsmobile Fiesta y Cadillac Eldorado), fue igualmente bien recibido y vendió más que su competencia. Sin embargo, las ventas generales disminuyeron en 1953. Mientras que los modelos de lujo de edición limitada como el convertible Caribbean y el sedán Patrician 400 y el sedán formal personalizado Derham recuperaron parte del prestigio perdido de tiempos mejores, el estilo de "bolsillo alto" que había parecido novedoso dos años antes, ya no traía clientes a las salas de exhibición de la marca. La calidad de construcción de Packard, que alguna vez había sido insuperable, también comenzó a decaer durante este período a medida que disminuía la moral de los empleados.

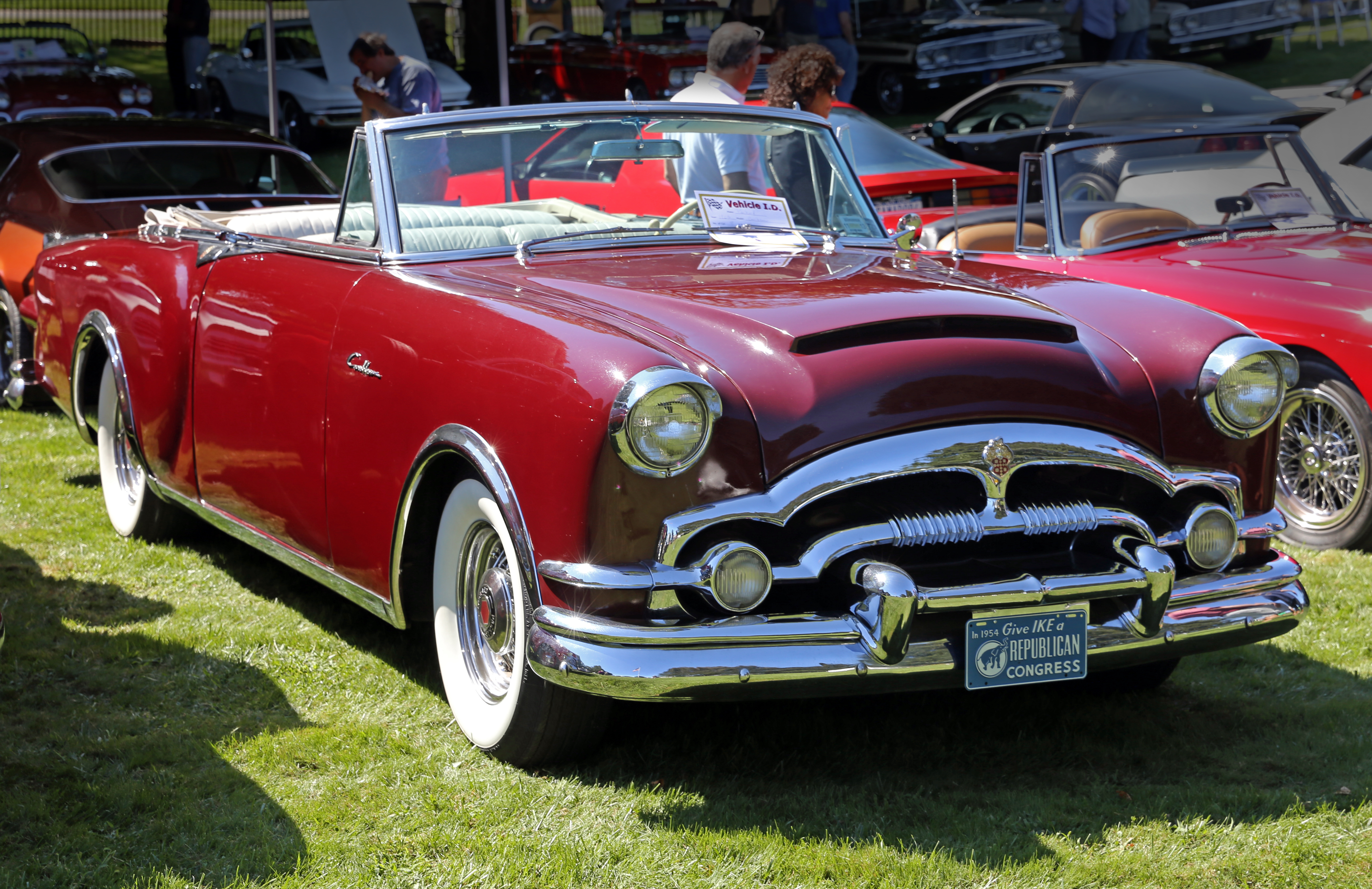
Packard Caribbean convertible (1953)

Si bien a los fabricantes independientes estadounidenses como Packard les fue bien durante el período inicial de la posguerra, la oferta se había puesto al día con la demanda y, a principios de la década de 1950, se enfrentaban cada vez más a desafíos a medida que los "Tres grandes" (General Motors, Ford y Chrysler) luchaban intensamente por las ventas en los mercados de lujo, de precio medio y de precio bajo. Los independientes que se mantuvieron vivos a principios de los años 1950 acabaron fusionándose. En 1953, Kaiser se fusionó con Willys-Overland Motors para convertirse en Kaiser-Willys. Nash y Hudson se convirtieron en American Motors Corporation (AMC). La estrategia para estas fusiones incluyó reducir costos y fortalecer sus organizaciones de ventas para poder enfrentarse a la intensa competencia de los Tres Grandes.
En 1953-54, Ford y GM libraron una brutal guerra de ventas, recortando precios y obligando a los concesionarios a vender automóviles. Si bien esto tuvo poco efecto en cualquiera de las empresas, dañó gravemente a los fabricantes de automóviles independientes. El presidente de Nash, George W. Mason, propuso, por tanto, que los cuatro principales independientes (Nash, Hudson, Packard y Studebaker) se fusionasen en un gran conglomerado con la denominación de American Motors Corporation (AMC). Mason sostuvo conversaciones informales con Nance para describir su visión estratégica, y se llegó a un acuerdo para que AMC comprara las transmisiones Ultramatic y los motores V8 de Packard, utilizados en los Hudson y Nash de 1955.
Aunque los contratos de defensa de la guerra de Corea generaron ingresos muy necesarios, la guerra terminó en 1953 y el nuevo Secretario de Defensa Charles E. Wilson comenzó a recortar los contratos de defensa de todos los fabricantes de automóviles además de GM, compañía de la que anteriormente había sido presidente.
Chrysler y Ford a principios de la década de 1950 también emprendieron una campaña para acaparar los antiguos concesionarios de Packard, cuya red de distribuidores se hizo cada vez más pequeña y más dispersa.
El último gran desarrollo de Packard fue la suspensión Torsion-Level, inventada por Bill Allison, un sistema con barras de torsión en las cuatro ruedas controlado electrónicamente que equilibraba la altura del automóvil de adelante hacia atrás y de lado a lado, con motores eléctricos capaces de compensar cada resorte de forma independiente. Los competidores estadounidenses contemporáneos tuvieron serias dificultades con este concepto de suspensión, tratando de lograr lo mismo con muelles neumáticos antes de abandonar la idea.

## Studebaker-Packard Corporation
A partir del 1 de octubre de 1954, Packard Motor Car Company compró la empresa en quiebra Studebaker Corporation para formar la Studebaker-Packard Corporation (SPC), la cuarta empresa de automóviles más grande de los Estados Unidos, pero sin tener pleno conocimiento de sus circunstancias ni tener en cuenta las implicaciones financieras de la adquisición. Por entonces George W. Mason, director de AMC, planteó la fusión de la recién formada SPC con AMC, pero Nance, director ejecutivo de SPC, se negó a considerarla a menos que pudiera ocupar el puesto de mando superior (Mason y Nance eran antiguos competidores como jefes de las empresas de electrodomésticos Kelvinator y Hotpoint, respectivamente). Sin embargo, la gran visión de Mason de una industria automotriz estadounidense dominada por Cuatro Grandes empresas terminó el 8 de octubre de 1954 con su muerte súbita por pancreatitis aguda y neumonía.
Una semana después de la muerte de Mason, el nuevo presidente de AMC, George Romney, anunció que "No hay fusiones en curso ni directa ni indirectamente", aunque mantuvo el compromiso al que había llegado Mason de comprar componentes de SPC. Sin embargo, aunque Mason y Nance también habían acordado previamente que SPC compraría piezas de AMC, no lo hizo. Además, los motores y transmisiones de Packard eran comparativamente caros, por lo que AMC inició el desarrollo de su propio motor V8 y comenzó a utilizarlo a mediados de 1956. Aunque Nash y Hudson se fusionaron al igual que Studebaker y Packard, la fusión a cuatro bandas que Mason había esperado, reuniendo a Nash, Hudson, Studebaker y Packard, no se llegó a materializar. El matrimonio Studebaker-Packard (realmente una compra por parte de Packard) resultó ser un error paralizante. Aunque Packard todavía estaba en una buena situación financiera, Studebaker no lo estaba, luchando con altos costos generales y de producción y necesitando la cifra imposible de vender 250.000 coches al año para cubrir gastos. La debida cautela se dejó en segundo plano detrás de la "fiebre de las fusiones", y el trato se apresuró. Después de la fusión quedó claro que el deterioro de la situación financiera de Studebaker ponía en riesgo la supervivencia de Packard.
Nance había esperado acometer un rediseño total de los modelos de la marca en 1954, pero faltaban el tiempo y el dinero necesarios. Packard ese año (con una producción total de 89.796 unidades) tenía en su gama la línea Clipper pan y mantequilla (se abandonó la serie 250), los cupés y convertibles de techo rígido Mayfair, y un nuevo sedán básico con distancia entre ejes larga llamado Cavalier. Entre los Clipper había un cupé con pilares intermedios novedoso, el Sportster, diseñado para parecerse a un techo rígido.
De nuevo, debido a la falta de tiempo y de dinero, el estilo de 1954 se mantuvo sin cambios a excepción de los faros delanteros y las luces traseras modificadas, esencialmente elementos decorativos. Se agregó un nuevo techo rígido llamado Pacific a la serie insignia Patrician y todos los Packard de gama alta montaban un motor de 359 plg³ (5,9 L) falto de carácter. El aire acondicionado estuvo disponible por primera vez desde 1942, aunque la compañía había introducido el aire acondicionado en la década de 1930. Los Clipper (que comprendieron más del 80% de la producción) también obtuvieron un modelo de techo rígido, el Super Panamá, pero las ventas se desplomaron, cayendo a solo 31.000 vehículos.

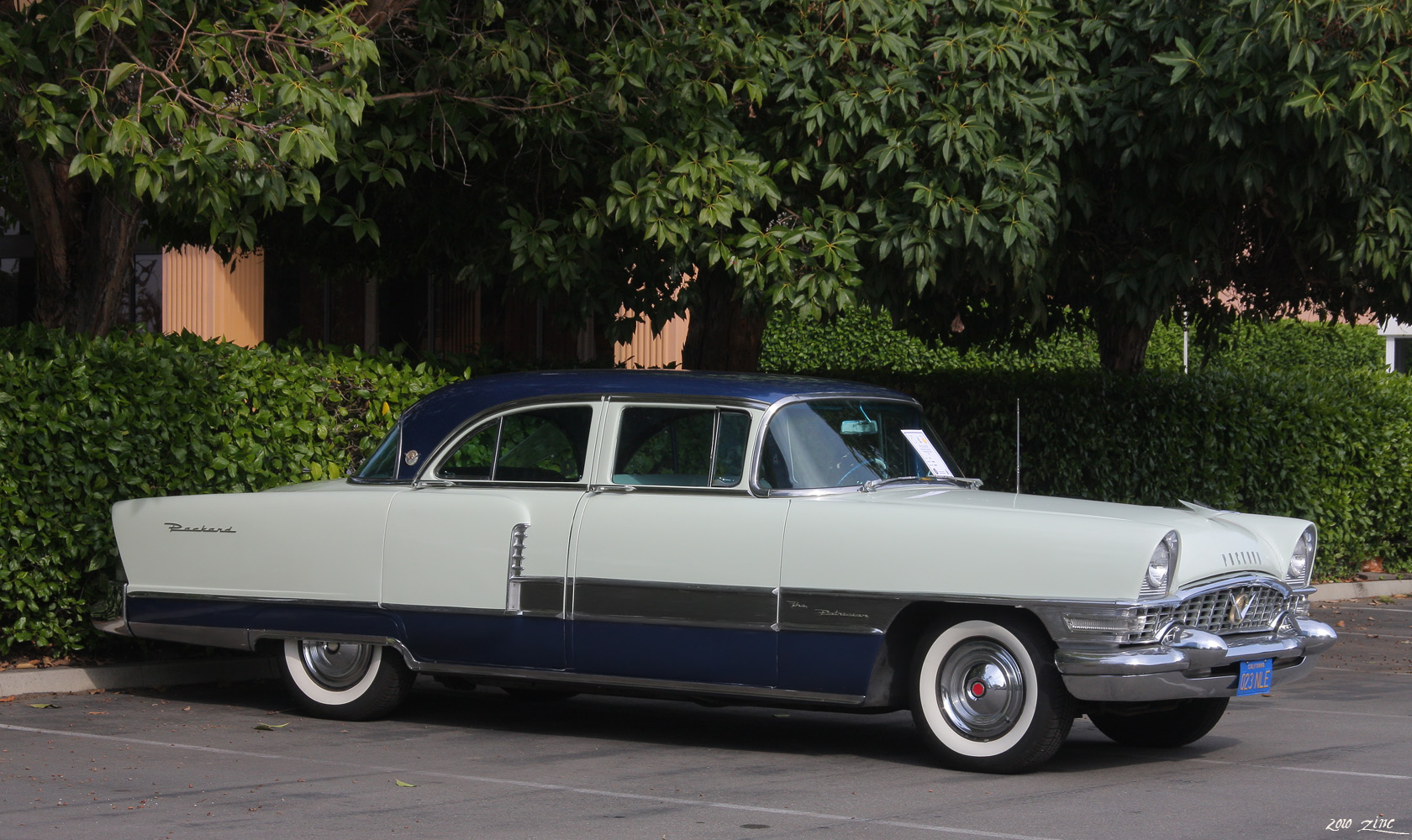
Packard Patrician (1955)

El nuevo modelo revolucionario que esperaba Nance se retrasó hasta 1955, en parte debido a la fusión de Packard con Studebaker. Nance pidió al estilista de Packard Dick Teague que diseñara la línea de 1955 y, para crédito de Teague, el Packard de 1955 fue una sensación cuando apareció. No solo la carrocería estaba completamente actualizada y modernizada, sino que la suspensión también era totalmente nueva, con barras de torsión delanteras y traseras, junto con un control eléctrico que mantenía el automóvil nivelado sin importar la carga o las condiciones de la carretera. Coronando este impresionante nuevo diseño estaba el novedoso y ultramoderno motor Packard V8 OHV de 352 plg³ (5,8 L), que reemplazó al viejo y pesado motor de ocho cilindros en línea con bloque de hierro fundido y válvulas laterales, que se había utilizado durante décadas. Además, Packard ofrecía una variedad de características de potencia, comodidad y facilidad de uso, como dirección asistida y frenos, así como elevadores de ventanas eléctricos. Pero el aire acondicionado fue una anomalía. Aunque estaba disponible en todas las marcas a mediados de la década de 1950, solo se instaló en un puñado de automóviles en 1955 y 1956 a pesar del estatus de Packard como automóvil de lujo. Las ventas del modelo del año solo alcanzaron las 55.000 unidades en 1955, incluidos los Clipper, en lo que fue un año muy fuerte en toda la industria.
Cuando los modelos de 1955 entraron en producción, surgió un viejo problema. En 1941, Packard subcontrató sus carrocerías a la Briggs Manufacturing Company. El fundador de Briggs, Walter Briggs, había muerto a principios de 1952 y su familia decidió vender la empresa para pagar los impuestos de sucesión. Chrysler compró rápidamente Briggs y notificó a Packard que dejarían de suministrar carrocerías después de que el contrato de Packard con Briggs expirara a finales de 1953. Packard se vio obligado a trasladar la producción de carrocerías a una planta de tamaño insuficiente en Connor Avenue, en Detroit. La instalación resultó demasiado pequeña y provocó interminables retrasos y problemas de calidad. Un control de calidad deficiente dañó la imagen de la empresa y provocó que las ventas se desplomaran en 1956, aunque los problemas se habían resuelto en gran medida para entonces. Además, se estaba produciendo una "fuga de cerebros" de los talentos de Packard, como John DeLorean.

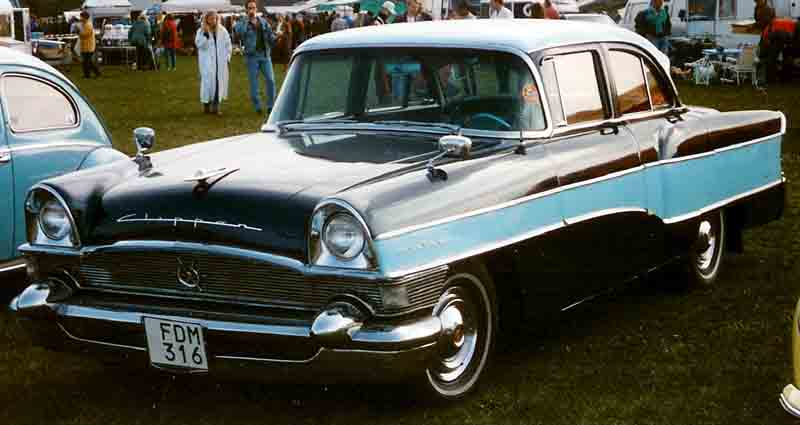
Packard Clipper de 1956

Para 1956, Clipper se convirtió en una marca separada, con los modelos Clipper Custom y Deluxe disponibles. Ahora, el modelo comercial de Packard-Clipper era un espejo de la organización de Lincoln-Mercury. Los Packard "Sénior" se fabricaron en cuatro estilos de carrocería, cada uno con un nombre de modelo único. la denominación Patrician se utilizó para los sedán de cuatro puertas de gama alta, Four Hundred para los cupés de techo rígido y Caribbean para el modelo de dos puertas convertible y con techo de vinilo. En la primavera de 1956, se introdujo el Executive. Con un sedán de cuatro puertas y un modelo de techo rígido de dos puertas, el Executive estaba dirigido al comprador que quería un automóvil de lujo pero no podía asumir el precio de un Packard. Era un modelo intermedio que llevaba el nombre de Packard y la parte delantera de los modelos Sénior, pero usaba la plataforma Clipper y los guardabarros traseros. Esta propuesta provocó la confusión de muchos compradores y fue en contra de lo que James Nance había estado tratando de lograr durante varios años, la separación de la línea Clipper de Packard. Sin embargo, la tardía introducción de los automóviles en el mercado motivó que este automóvil continuara en 1957, y posteriormente se convirtió en un Packard de referencia en la nueva carrocería Sénior de 1957. Los Clipper compartirían plataforma con los Studebaker desde 1957.
A pesar del nuevo diseño de 1955/56, Cadillac continuó liderando el mercado de lujo, seguido por Lincoln, Packard e Imperial. Los problemas de fiabilidad con la transmisión automática y todos los accesorios eléctricos erosionaron aún más la imagen de Packard. Las ventas fueron buenas en 1955 comparadas con las de 1954. El año también fue un año excepcional en la industria. Las ventas de Packard cayeron en 1956 debido al ajuste y acabado de los modelos de 1955 y a problemas mecánicos relacionados con las nuevas características de ingeniería. Estos defectos le costaron a Packard millones de dólares y empañaron de nuevo su reputación recién recuperada.

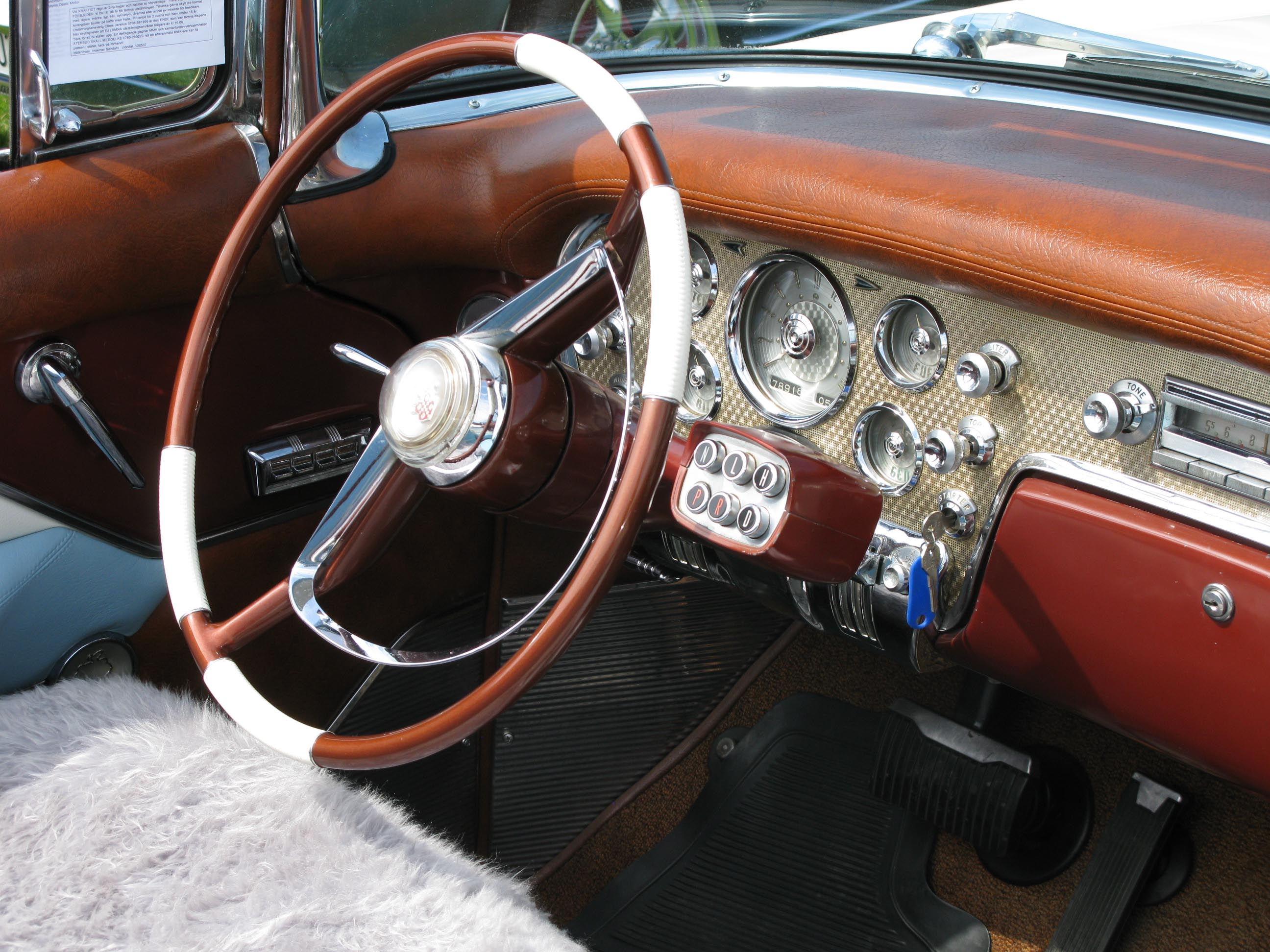
Botonera del panel de control de la transmisión Ultramatic de un Packard

En 1956, Teague mantuvo el diseño básico de 1955 y agregó más toques de estilo a la carrocería, como los tres tonos de moda en ese momento. Los faros con tapa, en un estilo más radical, estaban alojados en los guardabarros delanteros, y ligeros cambios en los cromados distinguieron a los modelos de 1956. El "Electronic Push-button Ultramatic", con el panel de los botones de la transmisión adosado a la columna de dirección, resultó propenso a dar problemas, lo que se sumó a la mala reputación del automóvil. La serie de modelos siguió siendo la misma, pero el V8 ahora se amplió a 374 plg³ (6,1 L) para la serie Sénior, la más grande de la industria. En el Caribbean de primera línea, ese motor rendía 310 HP (231,2 kW). Los Clipper siguieron usando el motor 352. Con vistas a 1957, había planes para diseñar una línea totalmente nueva de Packard Sénior, basada en el modelo de exhibición Predictor. Los Clipper y Studebaker también compartirían muchos paneles interiores y exteriores de la carrocería, y se realizó una presentación privada de este programa de automóviles nuevos de 1957 a los banqueros de inversión de Wall Street en el Hotel Waldorf-Astoria de Nueva York en enero de 1956. Estos modelos estaban en muchos aspectos muy avanzados con respecto a lo que produciría cualquier otro fabricante de automóviles del momento, excepto Chrysler, que pronto sentiría el enojo del público debido a sus propios problemas de mala calidad después de poner en producción sus nuevas líneas de 1957. Nance fue despedido y trasladado a Ford como jefe de la nueva división Mercury-Edsel-Lincoln. Aunque Nance lo intentó todo, la empresa no logró obtener fondos para la nueva remodelación, lo que obligó a Packard a compartir las plataformas y diseños de carrocerías de Studebaker. Sin fondos para reestructurar los nuevos modelos avanzados previstos, el destino de SPC estaba sellado; el gran Packard estaba efectivamente muerto en una decisión ejecutiva para dejar morir "al coche que no podíamos permitirnos perder". El último vehículo totalmente diseñado por Packard, un sedán Patrician de cuatro puertas, salió de la línea de montaje de Conner Avenue el 25 de junio de 1956.

### 1957-1958

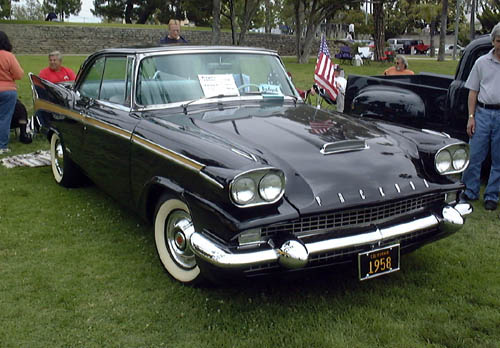
Packard de 1958

En 1957, no se construyeron más Packard en Detroit, y Clipper desapareció como una marca separada. En cambio, se lanzó al mercado el Studebaker President con la placa de identificación Packard Clipper, pero las ventas no remontaron. Disponibles en solo dos estilos de carrocería, Town Sedan (sedán de cuatro puertas) y Country Sedan (camioneta de cuatro puertas), estaban propulsados por el motor V8 Studebaker de 289 plg³ (4,7 L), equipado con un sobrealimentador McCulloch, entregando los mismos 275 HP (205,1 kW) que el Clipper Custom de 1956, aunque a revoluciones más altas. Tomando prestados detalles de diseño del Clipper de 1956 (aspecto de la parrilla y del tablero), con cubiertas de ruedas, luces traseras y diales de 1956 junto con la mascota del capó del cormorán de Packard y el borde cromado del maletero de los Packard Sénior de 1955, el Packard Clipper de 1957 era más que un Studebaker sometido a ingeniería de marca, pero quedaba lejos de ser un Patrician. Si la compañía hubiera podido invertir más dinero para terminar la transformación y colocar el automóvil en la línea superior de los "verdaderos Packard", podría haber sido un Clipper exitoso. Sin embargo, solo se vendieron en cantidades muy limitadas, y varios concesionarios de Packard abandonaron sus franquicias mientras los clientes seguían sin interesarse, a pesar de los enormes descuentos en los precios, temerosos de comprar un automóvil que pronto podría ser una marca huérfana. Con el mercado inundado por coches económicos, los fabricantes más pequeños lucharon para vender vehículos como gancho comercial a precios reducidos para poder competir con Ford y GM. Además, una disminución general en la demanda de automóviles grandes anunció un cambio de la industria hacia los modelos compactos como el Studebaker Lark.
Como era de esperar, muchos devotos de Packard se sintieron decepcionados por la pérdida de exclusividad de la marca, y por lo que percibieron como una reducción en la calidad. Se unieron a competidores y críticos de los medios para bautizar los nuevos modelos como "Packardbakers". Los modelos de 1958 se lanzaron sin nombre de serie, simplemente como "Packard". Se introdujeron nuevos estilos de carrocería, un modelo de techo rígido de dos puertas se unió al sedán de cuatro puertas. Apareció un nuevo modelo premier con un perfil deportivo: el Packard Hawk, basado en el Studebaker Golden Hawk, que presentaba una nueva nariz y una rueda de repuesto falsa moldeada en la tapa del maletero (que recordaba a uno de sus competidores, el Imperial). Los Packard de 1958 estuvieron entre los primeros en la industria en ser "renovados" con piezas de plástico. La carcasa de los nuevos faros dobles y las aletas completas eran piezas de fibra de vidrio injertadas en las carrocerías Studebaker. Había muy poco cromo en la parte delantera inferior. El diseñador Duncan McRae se las arregló para incluir en una aleta las luces traseras del Clipper de 1956 por última vez, en una mezcla algo extraña. También se añadieron faros dobles, en un intento desesperado por mantenerse al día con las señales de estilo de finales de la década de 1950. Todos los Packard recibieron ruedas de 14 plg (35,6 cm) para rebajar el perfil. La reacción del público fue predecible y las ventas fueron casi inexistentes. La fábrica de Studebaker era más antigua que la de Packard en Detroit, con mayores requisitos de producción, lo que se sumó a la caída de las ventas. Un nuevo automóvil compacto, al que la compañía confió su supervivencia, el Lark, tardaría todavía un año en aparecer y no se vendió en cantidades suficientes para mantener la empresa a flote. Varias marcas desaparecieron en esta época: Packard, Ford Edsel, Hudson, Nash, DeSoto y Kaiser. Desde la década de 1930 no habían desaparecido tantas marcas, y no sería hasta la crisis de la industria automotriz de 2008-2010 cuando se eliminarían tantas marcas al mismo tiempo de nuevo.

### Prototipos Packard

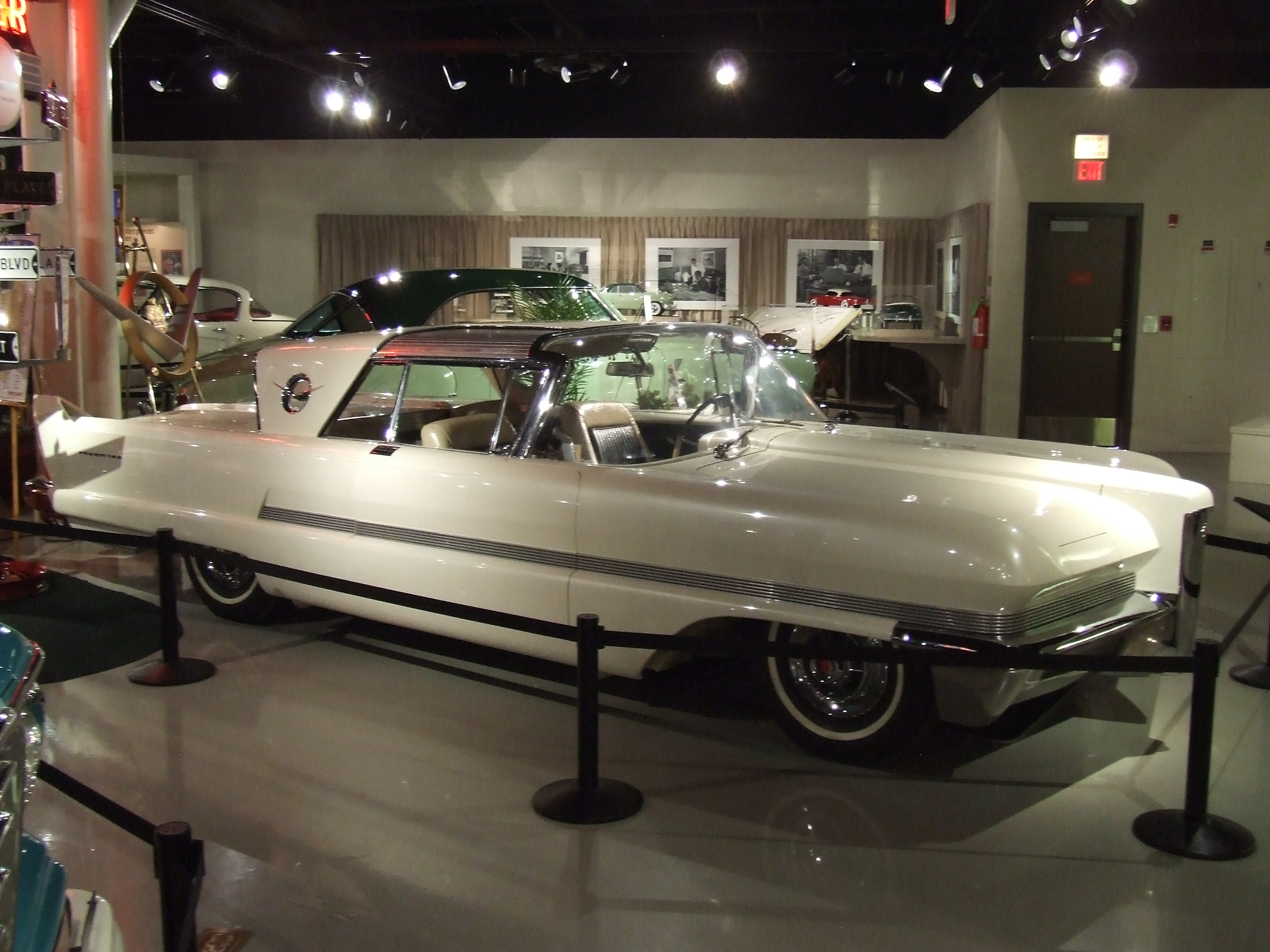
Prototipo Predictor de 1956, en el Museo Nacional Studebaker

Durante la década de 1950, Packard construyó una serie de "autos de ensueño" en un intento de mantener viva la marca en la imaginación del público estadounidense. En esta categoría se incluyen el Pan American de 1952 (que dio lugar a la producción del Caribbean) y el Panther (también conocido como Daytona), basado en una plataforma de 1954. Poco después de la introducción del Caribbean, Packard mostró un prototipo de techo rígido llamado Balboa. Presentaba una ventana trasera inclinada hacia atrás que se podía bajar para mejorar la ventilación, una característica introducida en un automóvil de producción por Mercury en 1957 y todavía en producción en 1966.
El Request se basó en el modelo Four Hundred de techo rígido de 1955, pero presentaba una clásica parrilla acanalada vertical Packard que recordaba a los modelos anteriores a la guerra. En 1957 se construyó el "Black Bess" con el fin de probar nuevas características para un automóvil futuro. Parecido al Edsel de 1958, incorporaba de nuevo una parrilla vertical muy estrecha, con la forma familiar de un yugo característica de Packard, y con guardabarros delanteros con faros dobles que se asemejaban a los diseños de Chrysler en esa época. Este prototipo sería destruido por la compañía poco después del cierre de la planta de Packard. De las 10 solicitudes construidas, solo cuatro se vendieron.
Dick Teague también concibió el último coche de exhibición de Packard, el Predictor. El diseño de este cupé de techo rígido siguió las líneas de los coches planificados para 1957. Tenía muchas características inusuales, entre ellas una sección de techo que se abría desplazando una puerta o activando un interruptor, mucho antes que los techos en T posteriores. El automóvil tenía asientos que giraban hacia afuera, lo que permitía al pasajero acceder fácilmente, una característica que luego se usó en algunos productos Chrysler y GM. El Predictor también tenía pequeñas ventanas en forma de ojos de buey en la capota, detalle incorporado a los Thunderbird de GM. Otras ideas novedosas fueron los interruptores en el techo, que estaban en el Avanti de producción, y un diseño de tablero que seguía el perfil del capó, centrando los diales en el área de la consola central. Esta función se ha utilizado recientemente en coches de producción en serie. El Predictor sobrevive y se exhibe en el Museo Nacional Studebaker del Centro de Historia de South Bend (Indiana).

#### Astral
Un prototipo inusual, el Studebaker-Packard Astral, se fabricó en 1957, siendo presentado en el South Bend Art Center el 12 de enero de 1958, y luego en el Salón del Automóvil de Ginebra de marzo de 1958. Tenía una sola rueda equilibrada giroscópicamente y los datos publicitarios sugerían que podría utilizar propulsión nuclear o tener lo que los diseñadores describieron como un motor iónico. Nunca se realizó ningún prototipo funcional, ni era probable que alguna vez se hubiera planeado construirlo.
El Astral fue diseñado por Edward E. Herrmann, director de diseño de interiores de Studebaker-Packard, como un proyecto para brindar a su equipo experiencia en el trabajo con plástico reforzado con vidrio. Se exhibió en varios concesionarios Studebaker antes de ser almacenado. Redescubierto 30 años después, el automóvil fue restaurado, y es exhibido en el Museo Studebaker.

### El final

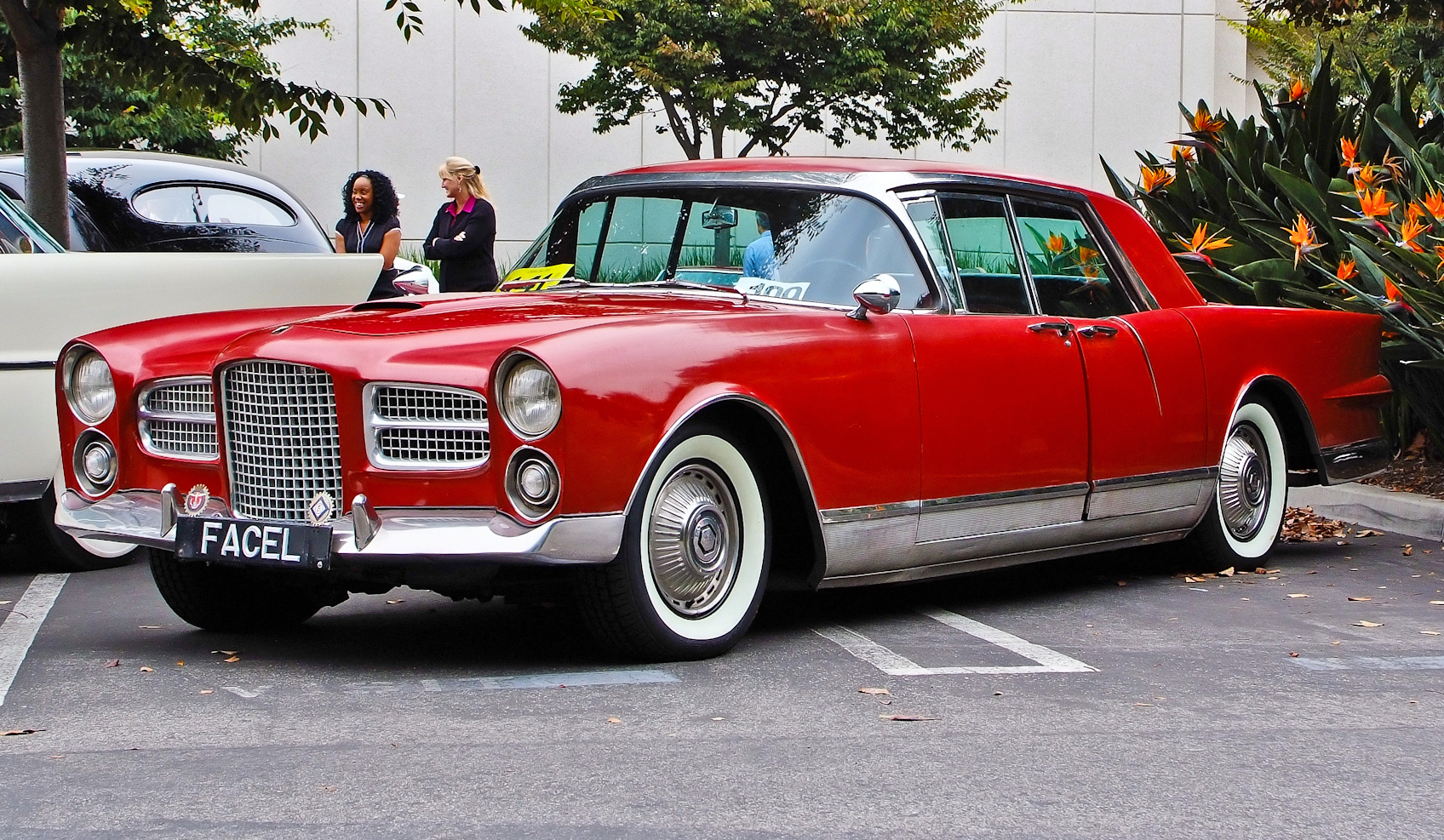
Facel Vega Excellence

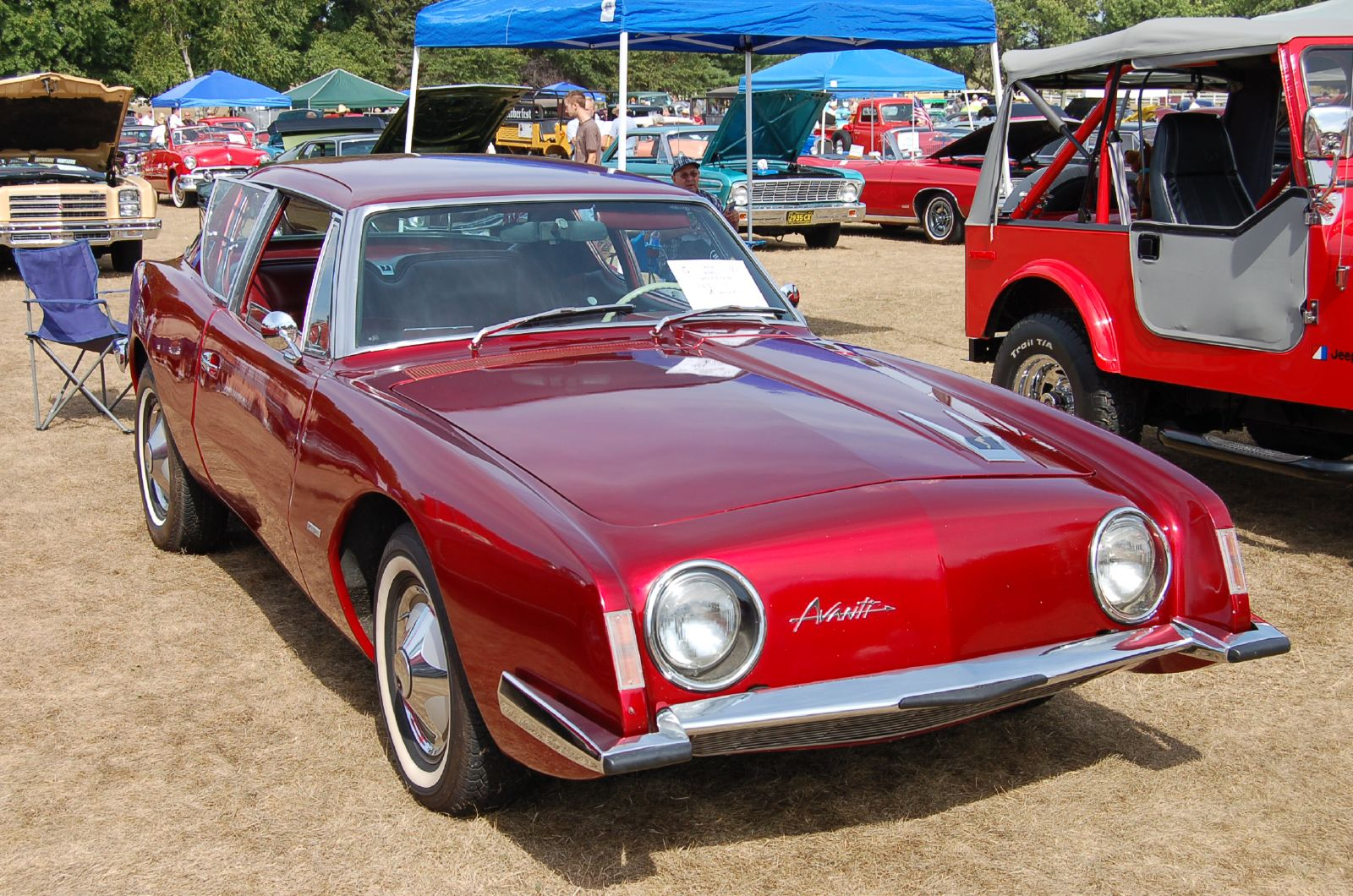
Studebaker Avanti

Studebaker-Packard retiró la placa con el nombre de Packard del mercado en 1959. En 1962, "Packard" se eliminó del nombre de la corporación en un momento en que presentaba el nuevo Avanti y se buscaba una imagen menos anacrónica, terminando así la historia de la marca estadounidense Packard. Los nombres de Packard y el de Pierce-Arrow se habían barajado para acompañar a la denominación Avanti, pero finalmente no se hizo.
A finales de la década de 1950, los entusiastas de Studebaker-Packard dispusieron de un producto de ingeniería de marca, el Facel Vega Excellence, un coche de cuatro puertas y techo rígido construido por el fabricante francés de automóviles Facel Vega para su venta en América del Norte. El Excellence estaba impulsado por un motor Packard V8 estándar, y contaba con detalles identificativos que incluían tapacubos adornados con hexágonos rojos, el emblema del cormorán sobre el capó, y la clásica parrilla vertical con forma de yugo. La propuesta fue rechazada cuando Daimler AG amenazó con retirarse de su acuerdo de comercialización y distribución de 1957, lo que le habría costado a Studebaker-Packard más en ingresos de lo que podrían haber obtenido con el Packard rediseñado por Facel Vega. Daimler-Benz tenía una modesta red de distribuidores en los Estados Unidos por entonces, y había llegado a un acuerdo para establecerse más en el mercado estadounidense a través de la red de distribuidores de SPC, percibiendo al Facel Vega como una potencial amenaza comercial para sus propios modelos.

### Resurgimiento fallido
A finales de la década de 1990, Roy Gullickson revivió la placa de identificación Packard comprando la marca comercial y desarrollando un "Packard Twelve" para 1999. Su meta era la producción anual de 2000 vehículos, pero la falta de fondos de inversión paralizó ese plan indefinidamente. El único prototipo Twelve fabricado se vendió en una subasta de automóviles en Plymouth, Míchigan, en julio de 2014 por USD143.000.

## Motores Packard

### Automoción
El personal de ingeniería de Packard diseñó y fabricó motores excelentes y fiables. La empresa disponía de un motor de 12 cilindros, el "Twin Six", así como de un motor de ocho cilindros en línea de baja compresión, pero nunca fabricó un motor de 16 cilindros. Después de la Segunda Guerra Mundial, Packard continuó con sus exitosos motores culata plana de ocho cilindros en línea. Aunque eran tan rápidos como los nuevos GM y Chrysler OHV V8, los compradores los consideraban obsoletos. Al tener que esperar hasta 1955, Packard se convirtió prácticamente en el último fabricante de automóviles estadounidense en introducir un motor V8 de alta compresión. El diseño era físicamente grande y completamente convencional, copiando muchas de las características de Cadillac, Buick, Oldsmobile, Pontiac y Studebaker Kettering de primera generación. Se produjo con dos cilindradas, 320 plg³ (5,2 L) y 352 plg³ (5,8 L). La versión Caribbean estaba equipada con dos carburadores de cuatro cuerpos y producía 275 HP (205,1 kW). En 1956 se usó una versión de 374 plg³ (6,1 L) en los modelos Senior y Caribbean  que rendía 305 HP (227,4 kW).

### Otros motores Packard

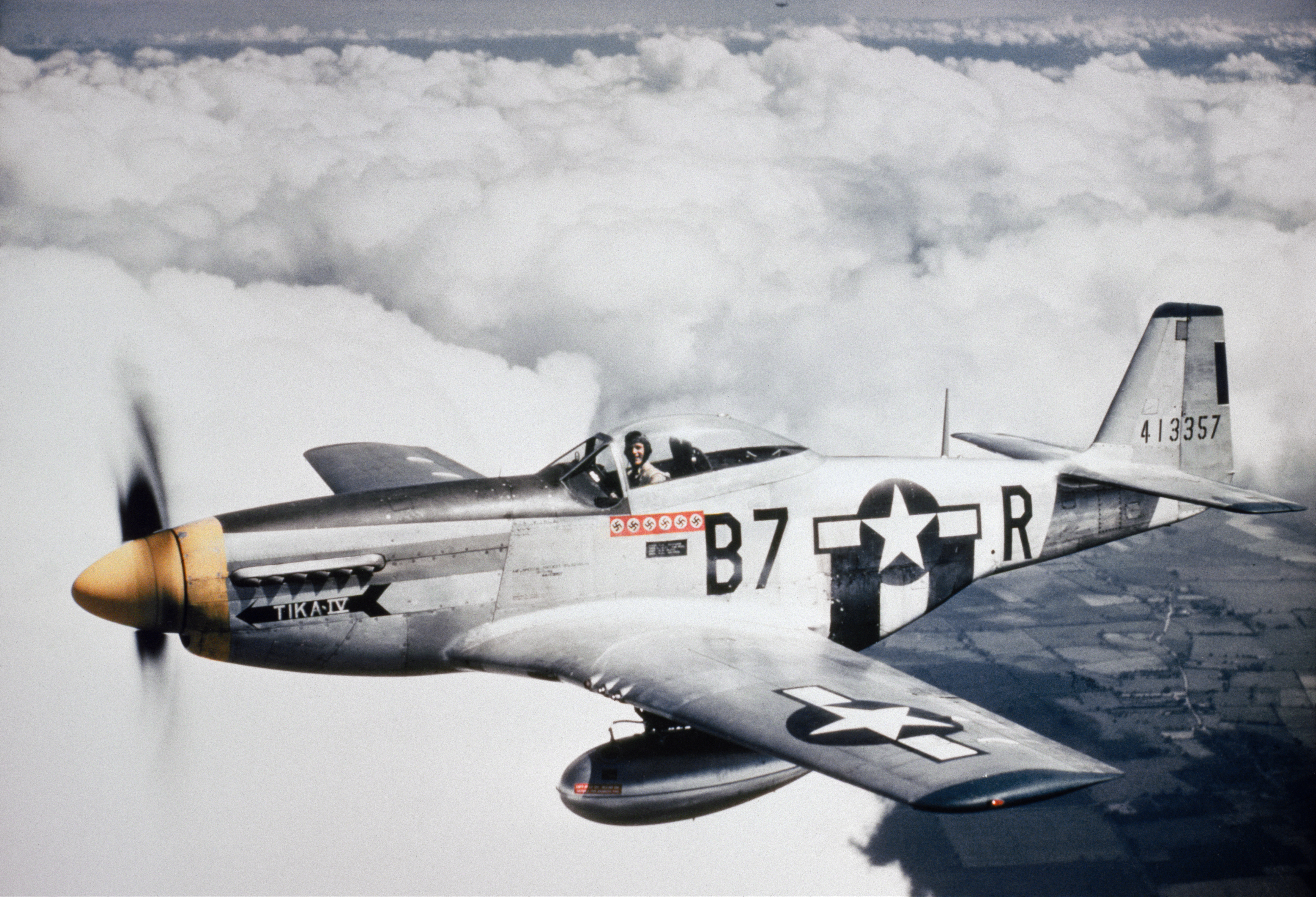
Las variantes posteriores del North American P-51 Mustang fueron impulsadas por un motor Packard V-1650, una versión construida bajo licencia del Rolls-Royce Merlin

Packard también fabricó grandes motores aeronáuticos y marinos. El ingeniero jefe Jesse G. Vincent desarrolló un motor de avión V12 llamado "Liberty L-12" que se usó ampliamente durante la Primera Guerra Mundial. Después de la guerra, el Liberty se adaptó para su uso marino, obteniendo múltiples récords mundiales utilizado por el inventor y pionero de la navegación Garfield Wood desde finales de la década de 1910 hasta la década de 1930.
En el período de entreguerras, Packard construyó uno de los primeros motores de aviación diésel del mundo, el DR-980 radial de 225 hp. Impulsó el Stinson SM-8D, entre otros. También propulsó a un Bellanca CH-300 en un vuelo de resistencia récord de más de 84 horas, una marca que se mantuvo durante más de 50 años. Otros aviones propulsados por Packard establecieron varios récords durante la década de 1920.
Durante la Segunda Guerra Mundial, Packard construyó con licencia los motores Rolls-Royce Merlin bajo la designación Packard V-1650, utilizados con gran éxito en el famoso caza North American P-51 Mustang. Una versión marina del sucesor del V12 Liberty se adaptó en tres versiones M3-2500, M4-2500, y M5-2500 para propulsar los icónicos PT Boat del período de guerra.
Después de la Segunda Guerra Mundial, Packard produjo una nueva línea de motores marinos de seis cilindros (modelo 1M-245) y de ocho (modelo 1M-356) con diseño de culata plana basado en las versiones de automóviles y la experiencia obtenida de la producción de guerra. De los motores tipo 1M-245, se produjeron 1865 unidades entre la primavera de 1947 y enero de 1951, con solo unos pocos conservados posteriormente. De los motores del tipo 1M-356, aproximadamente 1525 se produjeron entre 1947 y 1950. Aún más raras son las versiones experimentales de carreras del tipo "R" (1M-245 "R"), de las que únicamente se produjeron 10 unidades y solo se conserva una, un motor de seis cilindros 1M-245 R que impulsa hoy una lancha Gar Wood Speedster de 1936.
Packard también desarrolló dos motores de avión de turbina para la Fuerza Aérea de los Estados Unidos, el XJ41 y el XJ49. Esta fue una de las razones de la adquisición de Curtiss-Wright en 1956: Packard quería vender su propio reactor.

## Modelos de automóviles Packard
- Modelos Packard de un cilindro:
  - Packard Model A (1899-1900)
  - Packard Model B (1900)
  - Packard Model C (1901)
  - Packard Model E (1901)
  - Packard Model F (1901-1903)
  - Packard Model M (1904)
- Modelos Packard de dos cilindros:
  - Packard Model G (1902)

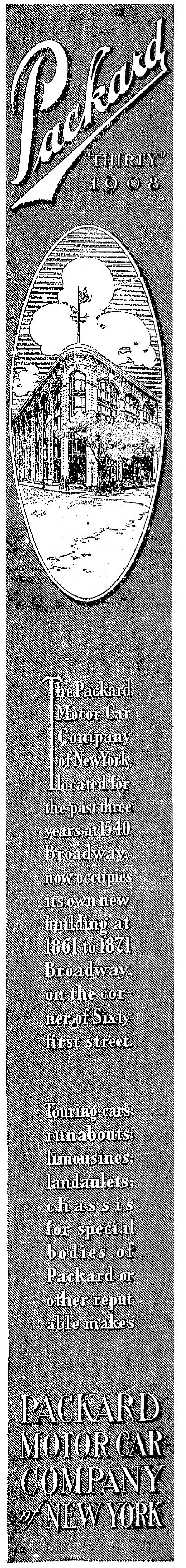
The New York Times (6 de noviembre de 1907). Anuncio de Packard

- Modelos Packard de cuatro cilindros:
  - Packard Model K (1903)
  - Packard Model K Gray Wolf (1903)
  - Packard Model L (1904)
  - Packard Model N (1905)
  - Packard Model 24 (Series S) (1906)
  - Packard Model 18 (Series NA-NC) (1905-1907)
  - Packard Model 30 (Series U) (1907-1912)
- Modelos Packard de seis cilindros:
  - Packard Dominant Six (1912-1915)
  - Packard Single Six (1921-1924)
  - Packard Six (1925-1929)
  - Packard One-Ten
  - Packard 115 (1937)
  - Packard Six (1937-1949)
- Modelos Packard de ocho cilindros (Packard Eight):
  - Packard Single Eight & Eight (1924-)
  - Packard Custom Eight
  - Packard Light Eight
  - Packard One-Twenty (1935-1942)
  - Packard 160
  - Packard 180
  - Packard Super Eight
- Modelos Packard V-12:
  - Packard Twin Six (1916-1923)
  - Packard 905 (1916-1923)
  - Packard Twin Six (1932)
  - Packard Twelve (1932-1939)
- Modelos Packard de Postguerra (incluyendo el Clipper)
  - Packard 400, véase Packard Four Hundred
  - Packard Caribbean
  - Packard Cavalier
  - Packard Clipper
  - Packard Clipper Constellation
  - Packard 200
  - Packard 250, véase Packard 200
  - Packard 300
  - Packard Executive
  - Packard Four Hundred
  - Packard Hawk (1958)
  - Packard Mayfair
  - Packard Pacific
  - Packard Patrician (incluido el Patrician 400)
  - Packard Station Sedan (1949-1950)
  - Packard Super Panama
  - Modelos Packard de 1957 y 1958

## Nombres comerciales de Packard
- Ultramatic, transmisión automática de desarrollo propio de Packard (1949-1953; Gear-Start Ultramatic 1954, Twin Ultramatic 1955-1956)
- Thunderbolt, una línea de Packard Straight Eights de después de la Segunda Guerra Mundial.
- Cambio con la punta de los dedos, similar al cambio Chris-O-Matic, un servo y control remoto para cambiar las marchas del motor marino (1947-1951)
- Torsion Level Ride, suspensión de barra de torsión de Packard con nivelador integrado (1955-1956)
- Easamatic, el nombre de Packard para los frenos asistidos de Bendix TreadleVac disponibles después de 1952.
- Electromatic, el nombre de Packard para su embrague automático operado por vacío y controlado eléctricamente.
- Twin Traction, eje trasero autoblocante opcional de Packard; el primero en un automóvil producido en serie en todo el mundo (1956-1958)
- Touch Button (Botón táctil), panel eléctrico de Packard para controlar Ultramatic en 1956.

## Anuncios

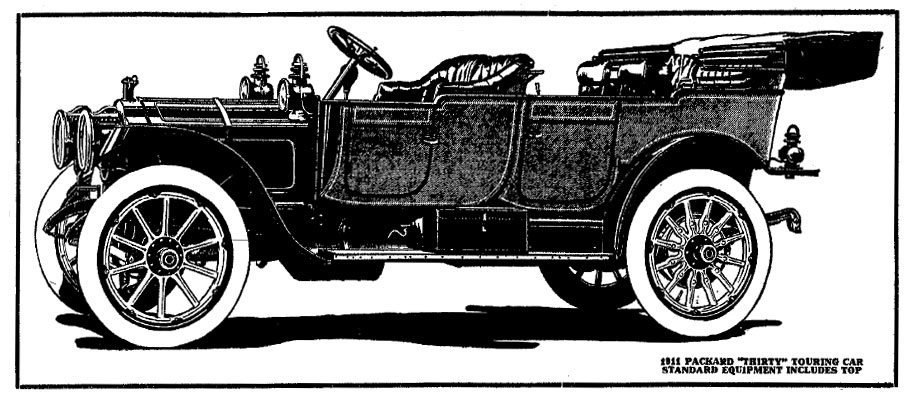
Anuncio de Packard. Indianapolis Star, 22 de mayo de 1910

Letra de la canción publicitaria de Packard en la televisión:
| Ride ride ride ride ride along in your Packard, in your Packard. In a Packard you've got the world on a string. In a Packard car you feel like a king. Ride ride ride ride ride along in your Packard, what fun! And ask the man, just ask the man the lucky man who owns one! | Conduce conduce conduce conduce conduce en tu Packard, en tu Packard. En un Packard tienes el mundo a tus pies. En un coche Packard te sientes como un rey. Conduce conduce conduce conduce conduce en tu Packard, ¡qué divertido! ¡Y pregúntale al hombre, solo pregúntale al hombre al afortunado hombre que tiene uno! |

## Legado
El Museo Packard de América y el Museo de Coches Antiguos de Fort Lauderdale contienen colecciones de automóviles Packard.
General Motors utilizó ampliamente los conectores eléctricos desarrollados por Packard en sus automóviles. La primera serie de conectores fue la Packard 56, seguida del Weather Pack, y finalmente de la Metri Pack, que todavía se utilizan habitualmente en la actualidad.
En 1977 se produjo un desguace masivo de alrededor de 50 Packard antiguos en el sur de California, denominado por la revista de automóviles Special-Interest como el "Crushathon". Los coches que anteriormente eran propiedad de un coleccionista de Packard fueron subastados después de su muerte. Debido a diferentes desacuerdos en los términos de la subasta entre los clubes de fanes de la SoCal Packard, aproximadamente la mitad de los coches subastados no alcanzaron el precio de salida, lo que llevó a que fueran finalmente destruidos, a pesar de su supuesta buena condición mecánica y sin óxido.